# أربيل
أَرْبِيل أو أَرْبِل أو هَوْلير ((بالكردية: Hewlêr هه‌ولێر)، (بالسريانية: ܐܪܒܝܠ)) هي مدينة عراقية ومركز محافظة أربيل وعاصمة إقليم كردستان العراق. وهي رابع أكبر مدينة من حيث عدد السكان في العراق بعد بغداد والبصرة والموصل والسادسة من حيث المساحة ، بتعداد سكان قرابة 1.5 مليون نسمة. وتبعد عن بغداد حوالي 360 كم وعن الموصل 85 كم وعن السليمانية حوالي 140 كم وعن كركوك حوالي 109 كم.[بحاجة لمصدر] الأغلبية من سكان المدينة من الكرد بالأضافة إلى أقليات أخرى كالتركمان والعرب والأرمن والآشوريين.
تُعد أربيل من أقدم المدن التي استمر بها الإستيطان البشريّ بالعالم، ويرجع تاريخ استيطان هضاب قلعة أربيل إلى خمس آلاف سنةٍ قبل الميلاد، وتعاقبت عليها سيطرة العديد من الإمبراطورية مثل الجوتية والآشورية والبارثية والسلوقية والساسانية وصارت جزء من الدولة الأموية وبعدها الدولة العباسية ثم الدولة العثمانية قبل أن تصبح مع تقسيم الدولة العثمانية ضمن حدود المملكة العراقية منذ عام 1920.

## التسمية
قال طه باقر في كتابه (من تراثنا اللغوي القديم) «واسم أربيل قديم ورد في النصوص المسمارية والمدونات التأريخية من مختلف العهود وتكاد أن تكون من بين المدن الآشورية الوحيدة التي ظلت مستوطَنة ومحافظة على اسمها القديم إلى يومنا هذا.».
في كردستان وباللغة الكُرديّة تعرف بـ هولير «(بالكردية: هه‌ولێر)».

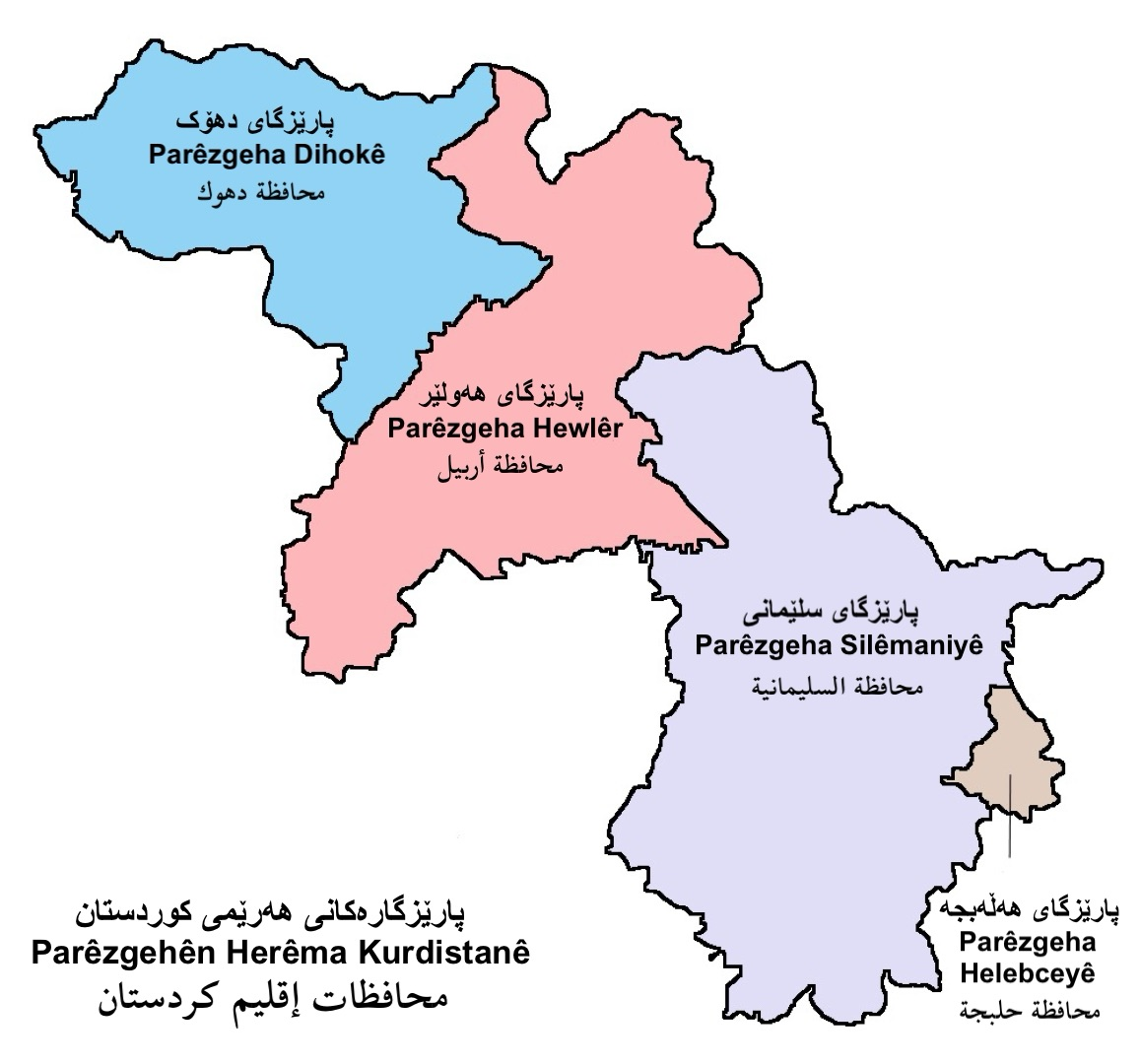
محافظات إقليم كردستان بأسمائها الرسمية، في المنتصف "هولير"

## التاريخ

### التاريخ القديم

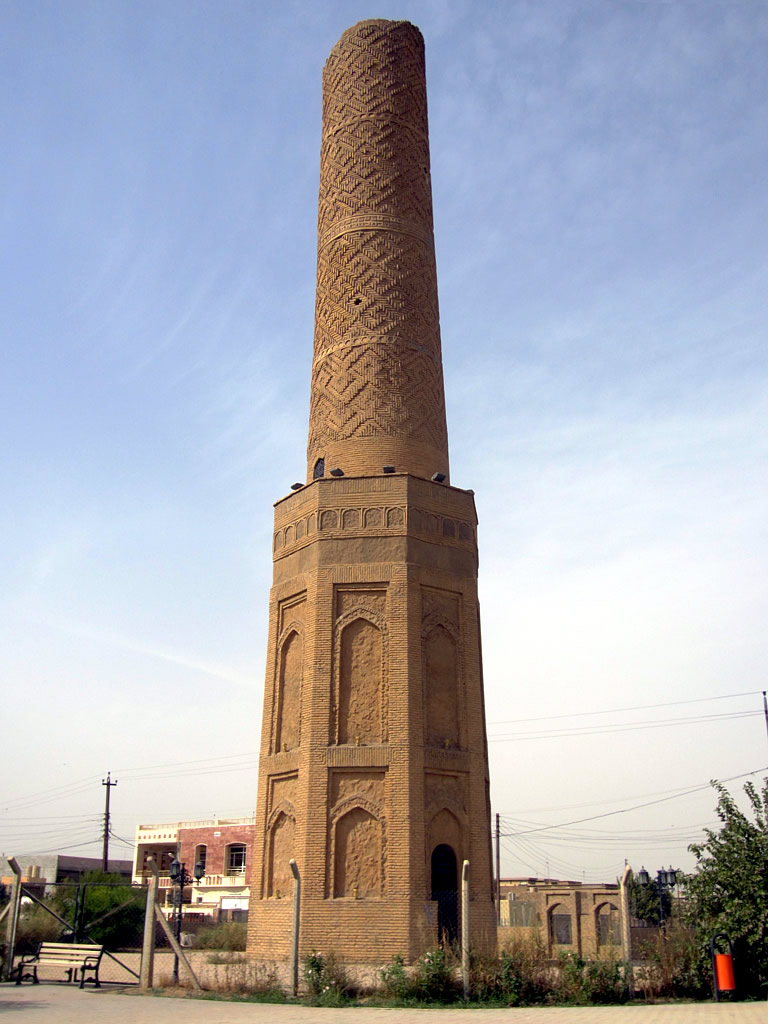
المنارة المظفرية

كانت المنطقة التي تقع فيها أربيل إلى حد كبير تحت السيطرة السومرية من قرابة عام 3000 قبل الميلاد، حتى ظهور الإمبراطورية الأكدية (2335-2154 قبل الميلاد)، ارتبط الصراع بين جوتيوم والإمبراطورية الأكدية بانهيار الإمبراطورية في نهاية الألفية الثالثة قبل الميلاد، ليحكم الجوتيين تلك المناطق وشكّلوا مملكة جوتيوم. أصبحت أربيل جزء من مملكة آشور بحلول القرن الحادي والعشرين قبل الميلاد وحتى نهاية القرن 7 قبل الميلاد، وعرفت في السجلات الآشورية بأشكال مختلفة. جاء بعد ذلك حكم الميديون وأصبحت جزء من الإمبراطورية الميدية لتستمر حتى عام 549 قبل الميلاد. لتشهد أربيل حكم الإمبراطورية الأخمينية، والإمبراطورية المقدونية، والإمبراطورية السلوقية، والإمبراطورية الأرمنية، والإمبراطورية البارثية، والإمبراطورية الرومانية، والإمبراطورية الساسانية، فضلاً عن كونها أصبحت عاصمة لدولة الرافد، حدياب، بين منتصف القرن الثاني قبل الميلاد وأوائل القرن الثاني الميلادي.

### الحكم الإسلامي
عاصرت المنطقة ملوكاً وقادة كبار مثل الاسكندر المقدوني وصلاح الدين الأيوبي وكانت في العهد الآشوري مركزا رئيسيا لعبادة الآلهة عشتار وكان الآشوريين يقدّسون أربيل ويحجّوا إليها ملوكهم قبل الإقدام على أي حملة عسكرية. القرن الثالث بعد الميلاد: أصبحت أربيل مسيحية وسُميت باسم آرامي حدياب، وصارت من أهم مراكز المسيحية العراقية (النسطورية). وقد فتح المسلمون قلعة أربيل وما يجاورها في خلافة عمر بن الخطاب في سنة 32 هـ، بقيادة عتبة بن فرقد.[بحاجة لمصدر]
وخلال الفتح الإسلامي لبلاد الأكراد، إعترضتهم مقاومة منهم، حيث كان للأكراد قلاع وحصون ومعاقل يتحصنون فيها، وألّف علي بن محمد المدائني المتوفي عام 225 هـ، كتابا أطلق عليه اسم (كتاب القلاع والأكراد) وتناول فيه حكم الأكراد في قلعة أربيل وكيفية فتح تلك القلعة من قبل المسلمين، وذكر ذلك ابن النديم في كتابه الفهرسة، وياقوت الحموي في كتابه معجم الأدباء.
ويوجد في أربيل أكثر من 110 تلًا وموقعاً أثريّاً يرجع تاريخها إلى العصر الحجري ومنها في حقبة الفتح الإسلامي ومن أهم المعالم الأثرية قلعة أربيل وتل السيد أحمد والمنارة المظفرية.[بحاجة لمصدر]

### العصور الوسطى
من أبرز الشخصيات في العصور الوسطى والتي تنتسب لمدينة أربيل، الشخصية الإسلامية صلاح الدين الأيوبي (1137م-1193م) والذي ينتسب أجداده إلى قرية دوين شمال المدينة.

### التاريخ الحديث

التوسع العمراني والسكني لمدينة أربيل 2017

شهدت مدينة أربيل بعد عام 2003 تطوّرا كبيراً من الناحية العمرانية، حيث جددت حكومة إقليم كردستان الشوارع العامة وساهمت في توسيعها وإنشاء الحدائق العامة والمتنزهات الضخمة وتجديد البنايات القديمة وإعطاء حقوق الإستثمار لشركات عالمية ووطنية لبناء مشاريع عملاقة مثل مشروع مطار أربيل الدولي، إضافة إلى بناء مجمعات سكنية جديدة وفق معاير حديثة ومراكز تسوق ضخمة ومشاريع ترفيهية كما وأصبحت قلعة أربيل التاريخية ضمن قائمة التراث العالمي وأصبحت هذه المدينة مركزًا للعيش المشترك بين قوميّاتها المتعددة من أكراد وتركمان وسريان وكلدان وعرب في وقت تعجّ فيه المنطقة بصراعات طائفية وعرقية.

## الجغرافيا

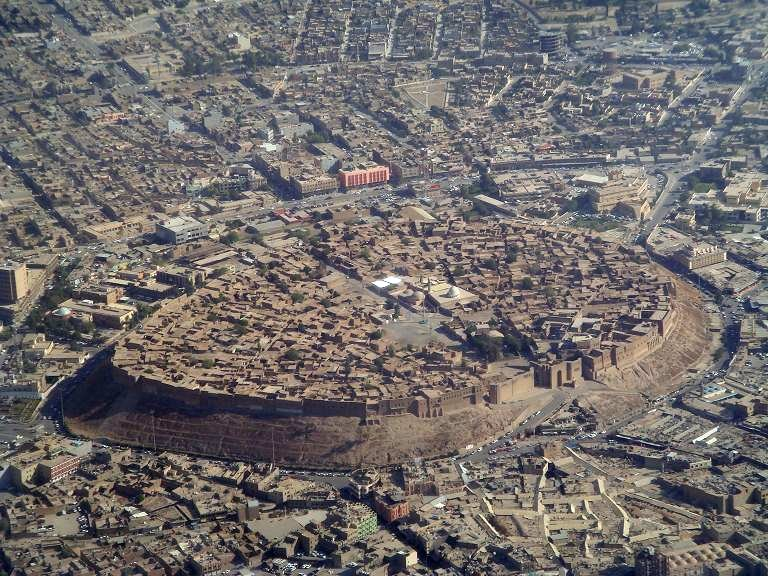
قلعة أربيل

تقع مدينة أربيل مركز محافظة أربيل في شمال العراق وتحد المحافظة من الشمال تركيا ومن الشمال الشرقي إيران وتبلغ مساحتها (15074) كم مربع وتقع المدينة في منطقة سهليّة وتبعد عن نهر الزاب الكبير حوالي 35 كيلومتراً. وتتألف محافظة أربيل من خمسة أقضية تتبعها إحدى عشر ناحية أما الأقضية الخمسة فهي قضاء مخمور وقضاء كويسنجق وقضاء راوندوز وقضاء رانية وقضاء زيبار. أما أهم مدنها فهي، كويسنجق، خبات، مخمور، الكوير، قراج، الصديق، خليفان، راوندوز، شقلاوة، حرير، وصلاح الدين.

### المناخ
مدينة أربيل ذات مناخ انتقالي بين مناخ البحر المتوسط والمناخ الصحراوي وتنخفض فيها الرطوبة ودرجات الحرارة في الشتاء بينما يكون الجو معتدلاً في الصيف، وكانت مدينة أربيل تعتبر العاصمة الصيفية للعراق في زمن النظام السابق، وذلك لأهميتها التاريخية عبر العصور ولكونها مركزاً ثقافيا وحضاريا موثرا في شمال العراق.
| البيانات المناخية لـأربيل                                                                   | البيانات المناخية لـأربيل | البيانات المناخية لـأربيل | البيانات المناخية لـأربيل | البيانات المناخية لـأربيل | البيانات المناخية لـأربيل | البيانات المناخية لـأربيل | البيانات المناخية لـأربيل | البيانات المناخية لـأربيل | البيانات المناخية لـأربيل | البيانات المناخية لـأربيل | البيانات المناخية لـأربيل | البيانات المناخية لـأربيل | البيانات المناخية لـأربيل |
| الشهر                                                                                       | يناير                     | فبراير                    | مارس                      | أبريل                     | مايو                      | يونيو                     | يوليو                     | أغسطس                     | سبتمبر                    | أكتوبر                    | نوفمبر                    | ديسمبر                    | المعدل السنوي             |
| ------------------------------------------------------------------------------------------- | ------------------------- | ------------------------- | ------------------------- | ------------------------- | ------------------------- | ------------------------- | ------------------------- | ------------------------- | ------------------------- | ------------------------- | ------------------------- | ------------------------- | ------------------------- |
| الدرجة القصوى °م (°ف)                                                                       | 20 (68)                   | 27 (81)                   | 30 (86)                   | 34 (93)                   | 42 (108)                  | 44 (111)                  | 48 (118)                  | 49 (120)                  | 45 (113)                  | 39 (102)                  | 31 (88)                   | 24 (75)                   | 49 (120)                  |
| متوسط درجة الحرارة الكبرى °م (°ف)                                                           | 12.4 (54.3)               | 14.2 (57.6)               | 18.1 (64.6)               | 24 (75)                   | 31.5 (88.7)               | 38.1 (100.6)              | 42 (108)                  | 41.9 (107.4)              | 37.9 (100.2)              | 30.7 (87.3)               | 21.2 (70.2)               | 14.4 (57.9)               | 27.2 (81.0)               |
| المتوسط اليومي °م (°ف)                                                                      | 7.4 (45.3)                | 8.9 (48.0)                | 12.4 (54.3)               | 17.5 (63.5)               | 24.1 (75.4)               | 29.7 (85.5)               | 33.4 (92.1)               | 33.1 (91.6)               | 29 (84)                   | 22.6 (72.7)               | 15 (59)                   | 9.1 (48.4)                | 20.2 (68.3)               |
| متوسط درجة الحرارة الصغرى °م (°ف)                                                           | 2.4 (36.3)                | 3.6 (38.5)                | 6.7 (44.1)                | 11.1 (52.0)               | 16.7 (62.1)               | 21.4 (70.5)               | 24.9 (76.8)               | 24.4 (75.9)               | 20.1 (68.2)               | 14.5 (58.1)               | 8.9 (48.0)                | 3.9 (39.0)                | 13.2 (55.8)               |
| أدنى درجة حرارة °م (°ف)                                                                     | −4 (25)                   | −6 (21)                   | −1 (30)                   | 3 (37)                    | 6 (43)                    | 10 (50)                   | 13 (55)                   | 17 (63)                   | 11 (52)                   | 4 (39)                    | −2 (28)                   | −2 (28)                   | −6 (21)                   |
| الهطول مم (إنش)                                                                             | 111 (4.4)                 | 97 (3.8)                  | 89 (3.5)                  | 69 (2.7)                  | 26 (1.0)                  | 0 (0)                     | 0 (0)                     | 0 (0)                     | 0 (0)                     | 12 (0.5)                  | 56 (2.2)                  | 80 (3.1)                  | 540 (21.2)                |
| متوسط أيام هطول الأمطار                                                                     | 9                         | 9                         | 10                        | 9                         | 4                         | 1                         | —                         | —                         | 1                         | 3                         | 6                         | 10                        | —                         |
| متوسط الأيام المثلجة                                                                        | 1                         | 0                         | —                         | 0                         | 0                         | 0                         | 0                         | 0                         | 0                         | 0                         | 0                         | —                         | —                         |
| متوسط الرطوبة النسبية (%)                                                                   | 74.5                      | 70                        | 65                        | 58.5                      | 41.5                      | 28.5                      | 25                        | 27.5                      | 30.5                      | 43.5                      | 60.5                      | 75.5                      | 50.0                      |
| المصدر #1: Climate-Data.org, My Forecast for records, humidity, snow and precipitation days |                           |                           |                           |                           |                           |                           |                           |                           |                           |                           |                           |                           |                           |
| المصدر #2: What's the Weather Like.org, Erbilia                                             |                           |                           |                           |                           |                           |                           |                           |                           |                           |                           |                           |                           |                           |

## السكان
كان عدد سكان مدينة أربيل 1,470,284 عام 2013م، حسب إحصاء أجرته حكومة أقليم كردستان 
بينما كان عدد سكان أربيل 1,293,839 عام 2009، بزيادة قدرها ربع مليون خلال 4 أعوام، أما حسب تقدير إحصاء عام 1920 فقد كانوا 106.000 نسمة وكانت نسبة السكان كالآتي:
- 96.100 نسمة من المسلمين
- 4.100 من المسيحين
- 4.800 من اليهود
- 1000 نسمة ديانات أخرى

ويشكّل العرب في مدينة أربيل أقلية كبيرة بينما كانوا في السابق كما ذكر الرحالة ابن بطوطة إن العرب يشكلون معظم سكان المدينة، وقال إن فيها بعض القبائل الكردية المستعربة ، وهي الآن يشكل فيها الأكراد الأكثرية العظمى من سكانها، وتعتبر من أهم مدن منطقة كردستان العراق.
غير أن التعداد السكاني تغير بشكل كبير في السنوات التي تلت غزو العراق عام 2003م، فقد أصبحت أربيل ملاذًا آمنا للكثير من المهاجرين إليها من مدينة بغداد، والمحافظات الأخرى، وخصوصا بعد معركة احتلال الموصل من قبل تنظيم الدولة الإسلامية في عام 2014م، حيث هاجر إليها معظم سكان نينوى والقرى المحيطة بها وبعض المدن الأخرى.

## التعليم
أربيل حالها كبقية المحافظات العراقية حيث يقسم التعليم الأساسي إلى ثلاث مراحل دراسية، الابتدائية والإعدادية والثانوية. ولكن ما تختلف به المحافظة بالإضافة إلى باقي محافظة إقليم كردستان أن المناهج الدراسية هي مناهج باللغة الكردية وليس باللغة العربية وطبعاً السبب في ذلك أن إقليم كردستان بشكل عام لا يتحدثون اللغة العربية، حيث أن اللغة الأم هي اللغة الكردية. ومع ذلك توجد ممثلية لوزارة التربية العراقية في اربيل، ومدارس خاصة ومحدودة بتدريس المنهج العراقي. ويتم أيضا تدريس المنهج الكردي المترجم الى اللغة العربية للسكان العرب المقيمين، مع وجود كتب مترجمة من نفس المنهج الى الإنجليزية والسريانية والتركمانية.
أما التعليم العالي فتحوي المحافظة على عدد من الجامعات والكليات والمعاهد الحكومية بالإضافة إلى الأهلية، أهم الجامعات الحكومية: جامعة هولير الطبية، جامعة صلاح الدين، جامعة كردستان.
أما الأهلية فجامعة جيهان، والجامعة اللبنانية الفرنسية، وجامعة سترافورد، وجامعة تيشك، وجامعة أربيل الدولية.

## الثقافة

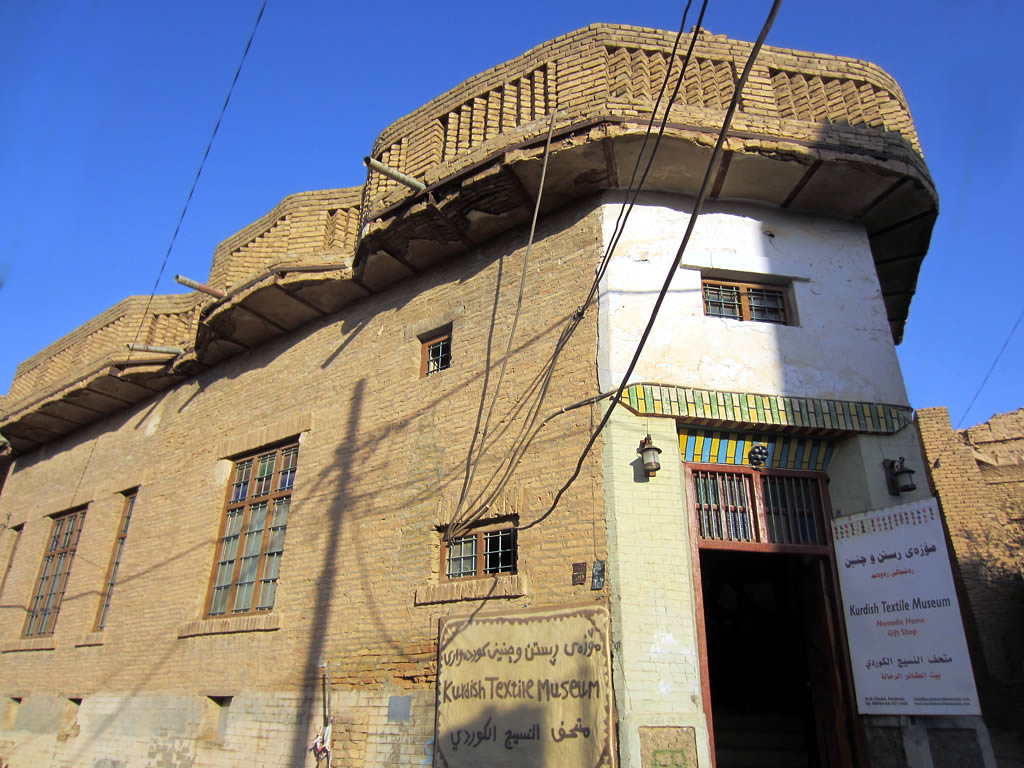
متحف النسيج الكردي

### الرياضة
نادي أربيل : تأسس نادي أربيل عام 1968 وكانت أول مشاركة له في الدوري العراقي في عام 1968 في دوري الدرجة الثانية
لعب في دوري الدرجة الأولى عام 1987
لعب في الدوري العراقي الممتاز عام 1992
هبط إلى دوري الدرجة الأولى عام 1996
عاد إلى الدوري الممتاز عام 1998 وحتى الآن يلعب في الدوري الممتاز
أحرز بطولة الدوري العراقي الممتاز ثلاث مرات: موسم 2006 \ 2007 - 2007 \ 2008 و 2008 \ 2009. شارك في جميع بطولات كأس العراق ولم يحقق نتائج تذكر.
شارك في البطولات المحلية التالية:
1. كأس المثابرة
2. بطولة العراق الخيرية
3. بطولة المحبة
4. كأس شباب الأردن

وعلى مستوى إقليم كوردستان حقق بطولة دوري كوردستان الممتاز في موسمي 2004-2005 و 2005-2006
شارك في دوري أبطال العرب موسم 2006-2007 وخرج في الدور الأول.
حصل على المركز الثالث في بطولة الزيتون 2006.

## أهم المعالم الموجودة في مدينة أربيل

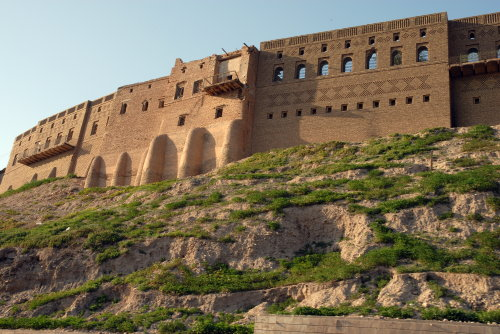
قلعة أربيل

نصب الشهداء الأكراد

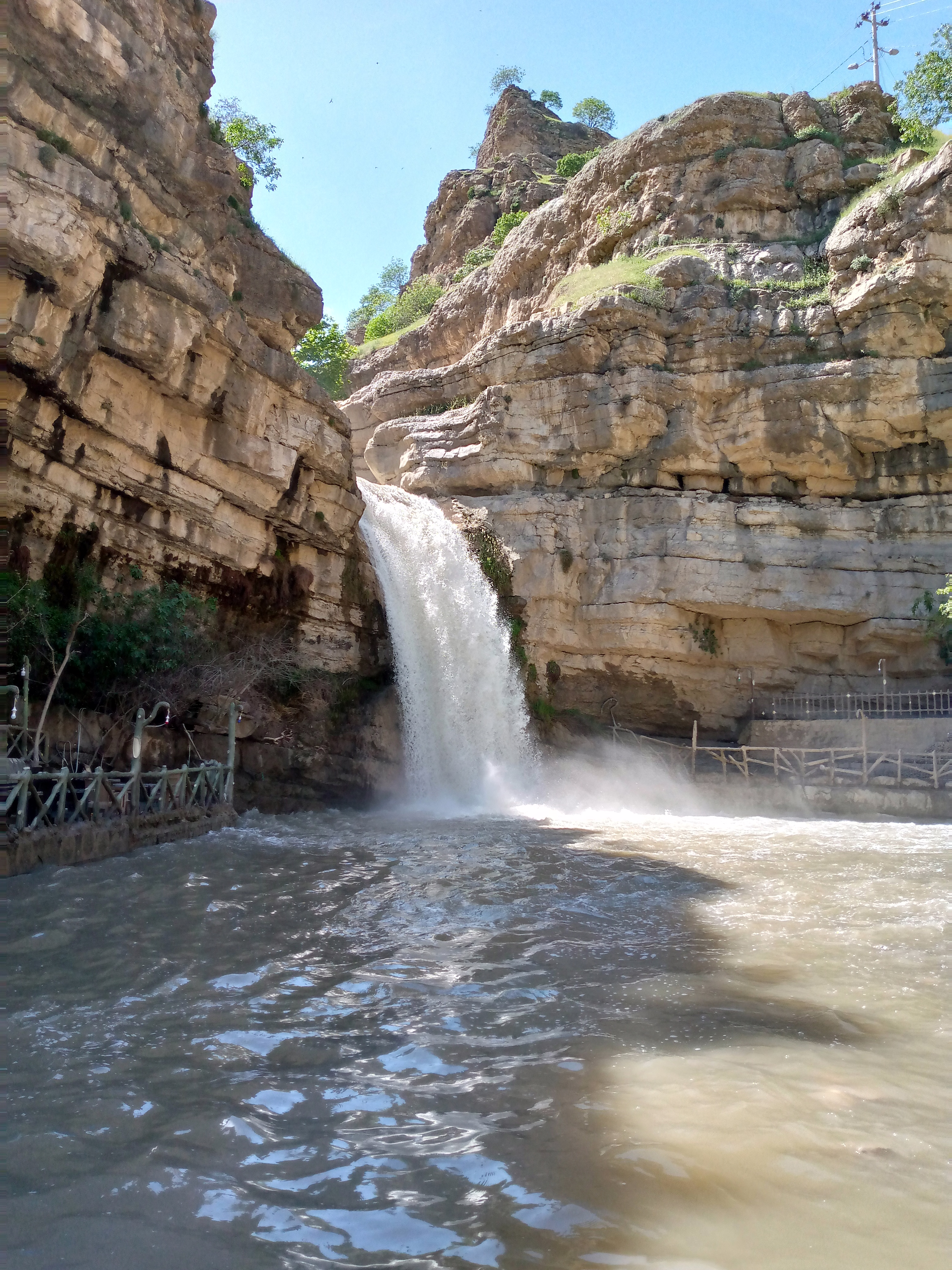
شلال كلي علي بك 2023

- قلعة أربيل
- المنارة المظفرية
- جامع جليل الخياط
- مرصد أربيل
- نصب الشهداء الأكراد
- بارك سامي عبدالرحمن

## متاحف مدينة أربيل
- متحف أربيل الحضاري
- متحف وأرشيف تربية أربيل
- متحف المنسوجات الكردية (أربيل)
- متحف الأحجار الكریمة في قلعة أربيل
- متحف القلعة (أربيل)
- متحف التراث السریاني في أربيل

## أهم الأماكن السياحية في أربيل
- قلعة أربيل التاريخية
- مئذنة جولي (المظفرية)
- منتج بانك السياحي
- أكوا بارك
- امباير ورلد

## أهم الأسواق والمراكز التجارية

شوارع أربيل

- فاملي مول – شارع المائة متر وتوجد مدينة ألعاب اسمها (فاملي فان family fun) وملحق بمدينة الألعاب ومول للتسوق وصالات سينما صممت وفق الطراز العالمي الحديث.
- ماجدي مول - طريق سليمانية
- هولير مول - وسط المدينة قرب المستشفى
- راين مول - منطقة الإسكان
- ستي سنتر - منطقة الإسكان
- تابلو مول – طريق كركوك
- رويال مول - مقابل جامع الخياط
- ميكا مول - شارع شورش
- ماجدی لاند - شارع كۆیه‌

## أهم المناطق السكنية
- منارة جولي
- طيراوة
- حي العرب
- إسكان
- روناكي
- شورش
- سبعة نيسان
- كولان
- حي عسكري
- بختياري
- وة زيران
- عين كاوا
- حي المهندسين
- منتكاوا

## معرض الصور

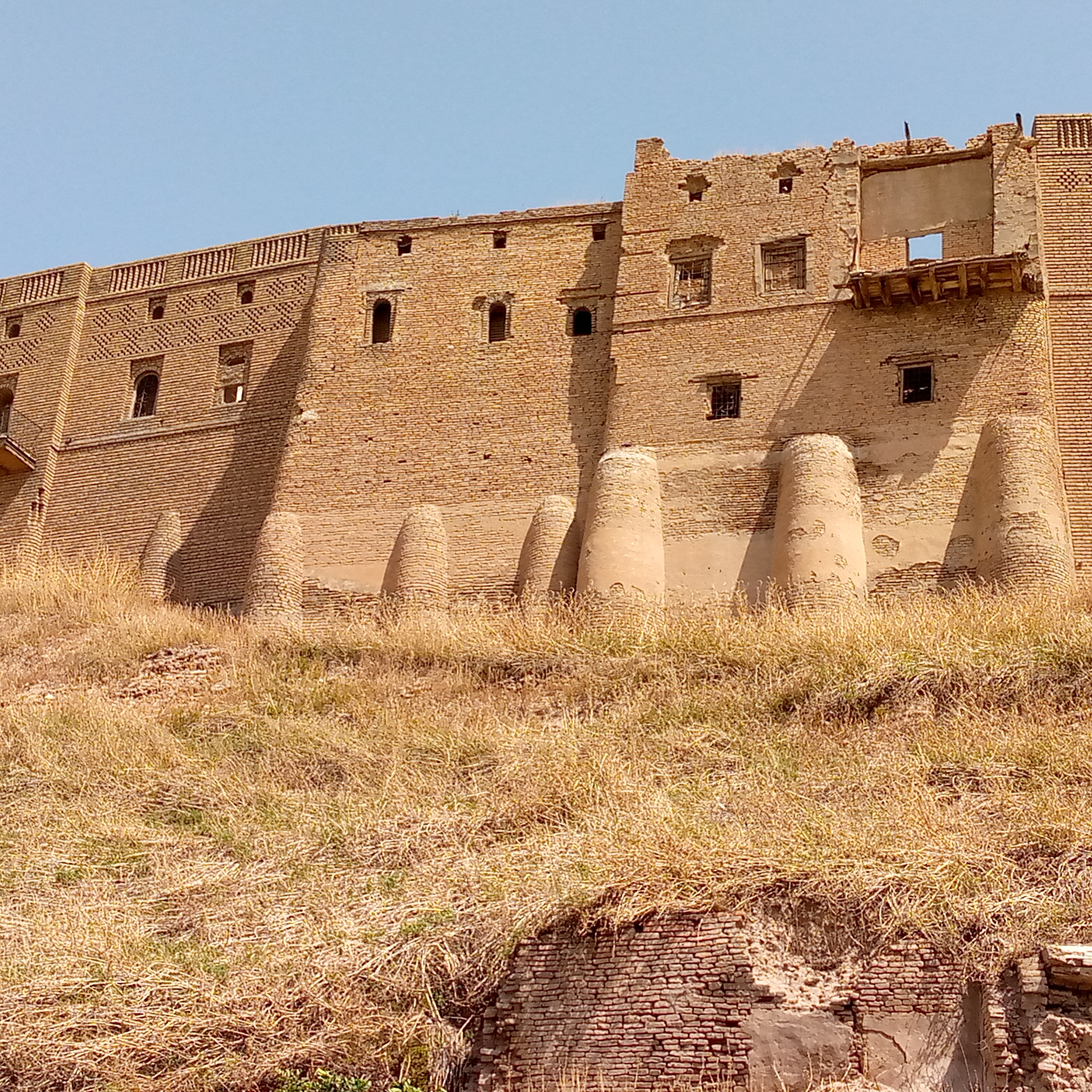
قلعة أربيل
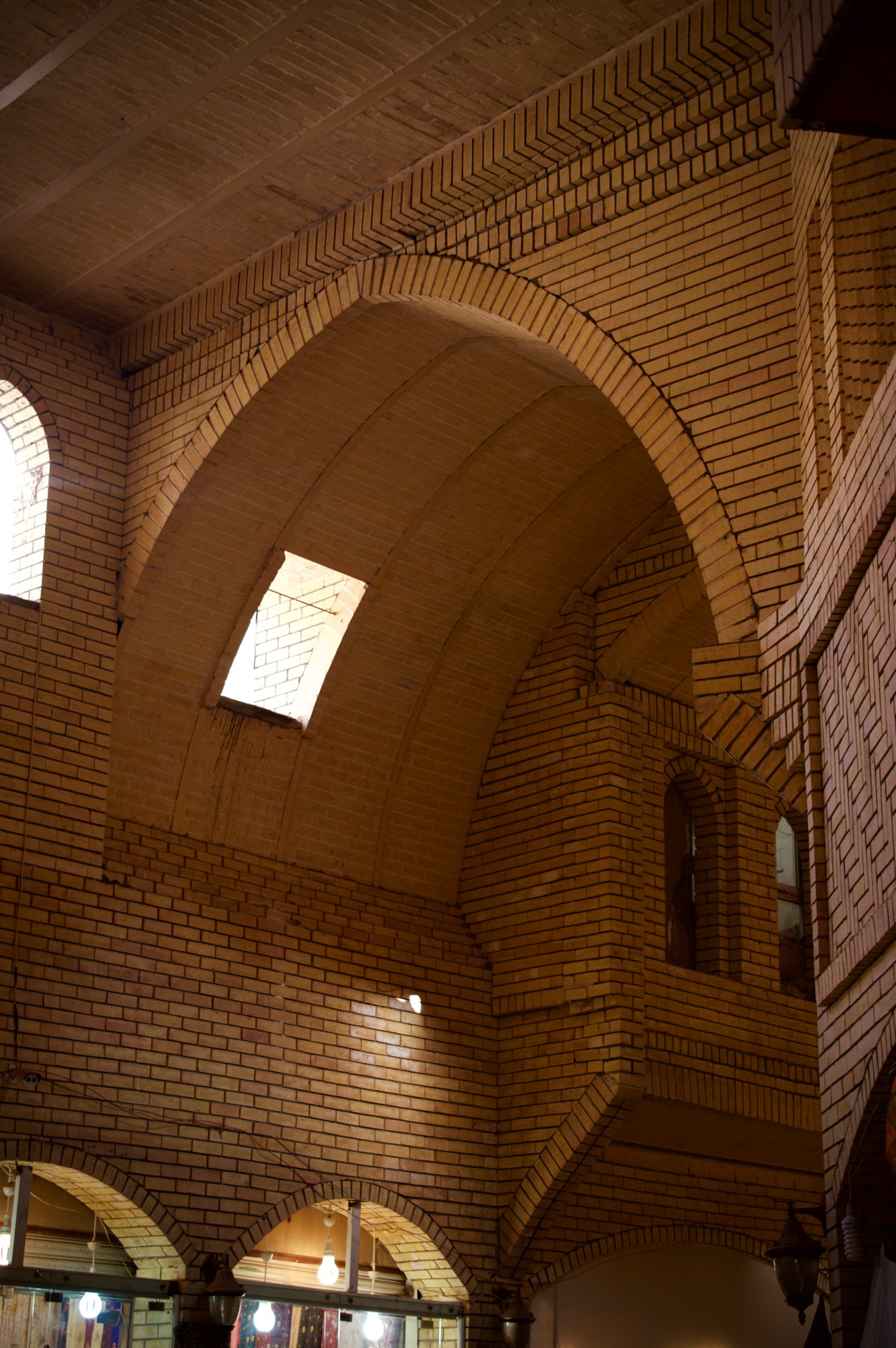
قيصرية أربيل
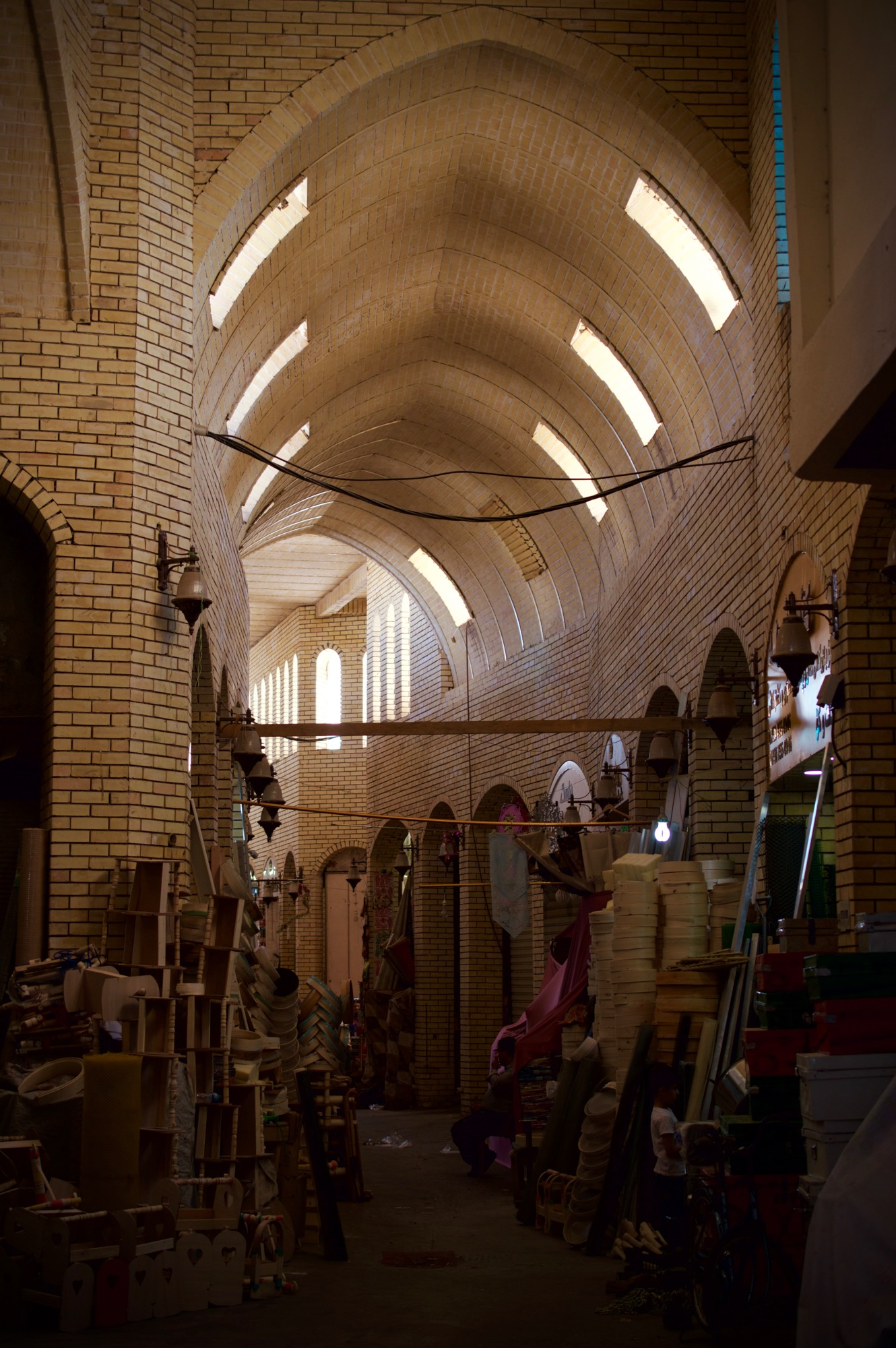
قيصرية أربيل
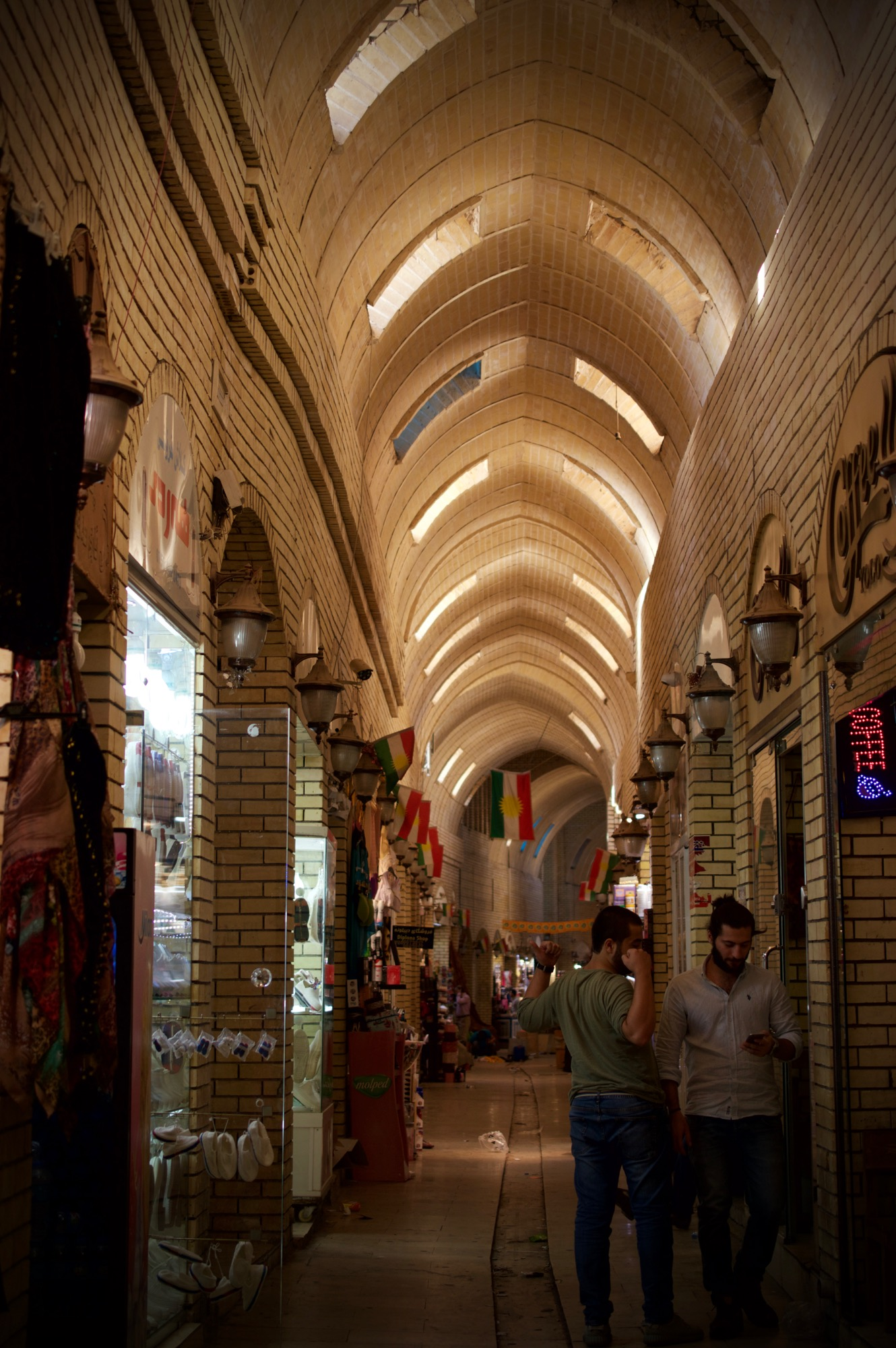
قيصرية أربيل
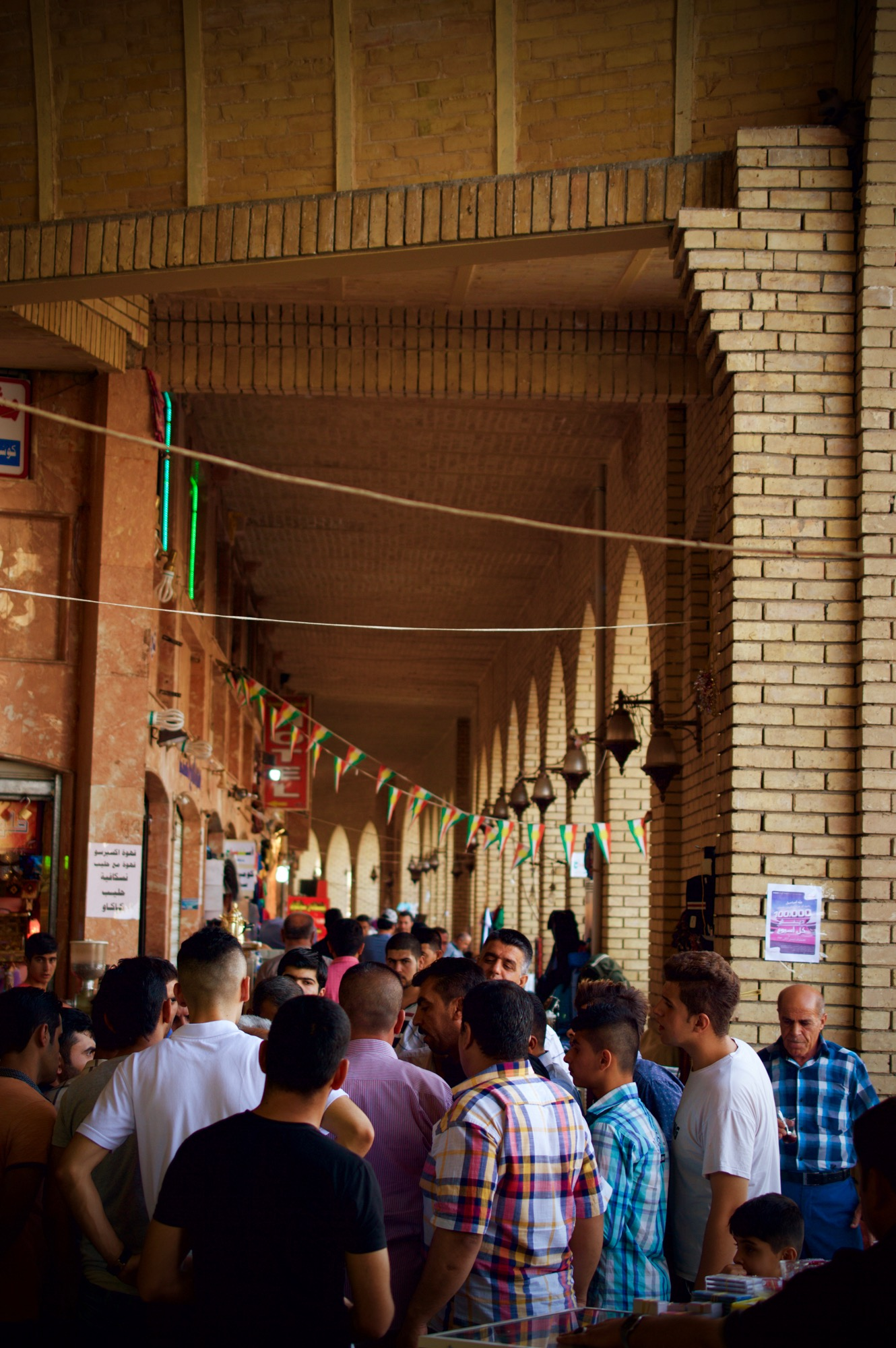
قيصرية أربيل
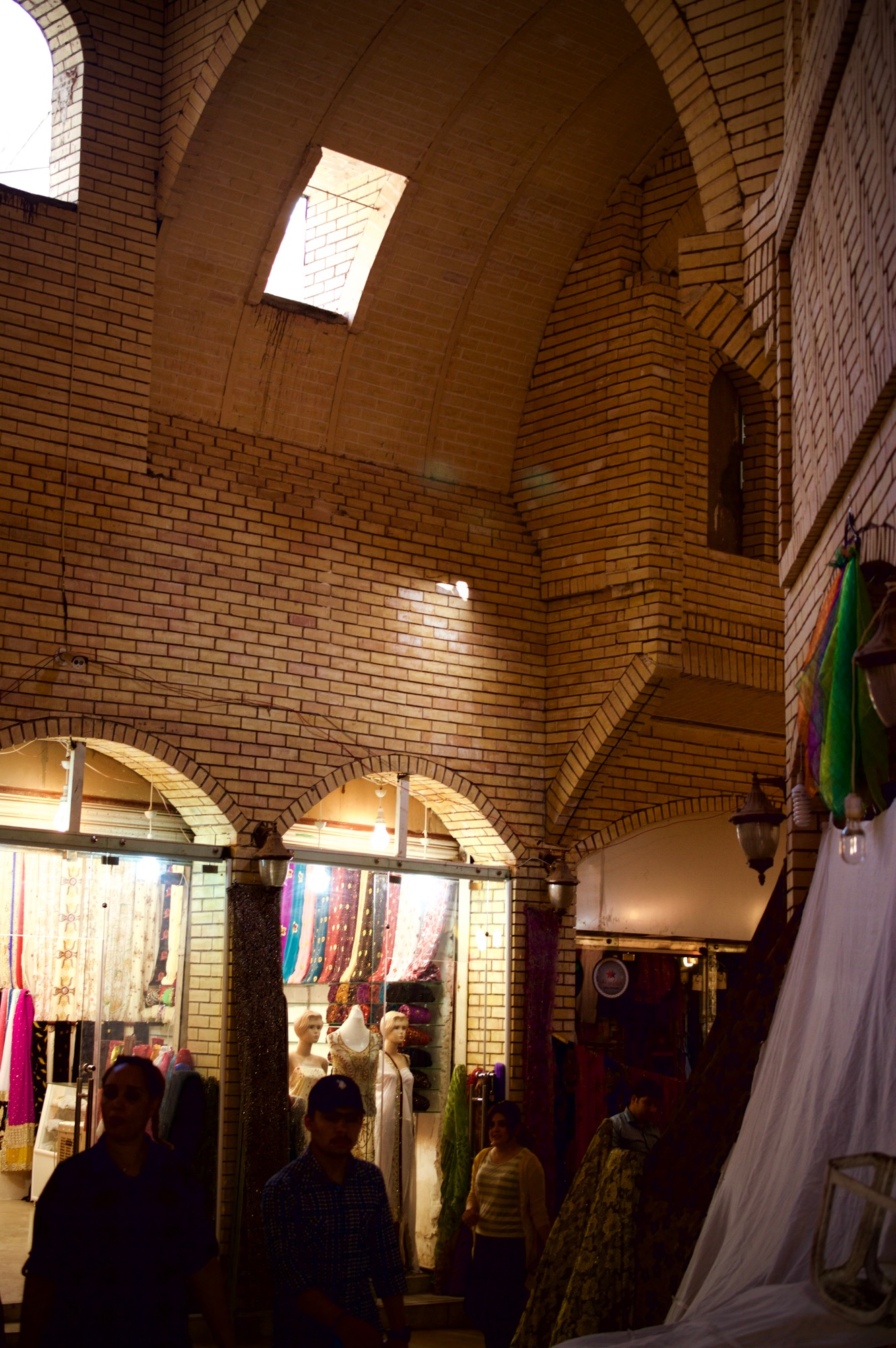
قيصرية أربيل
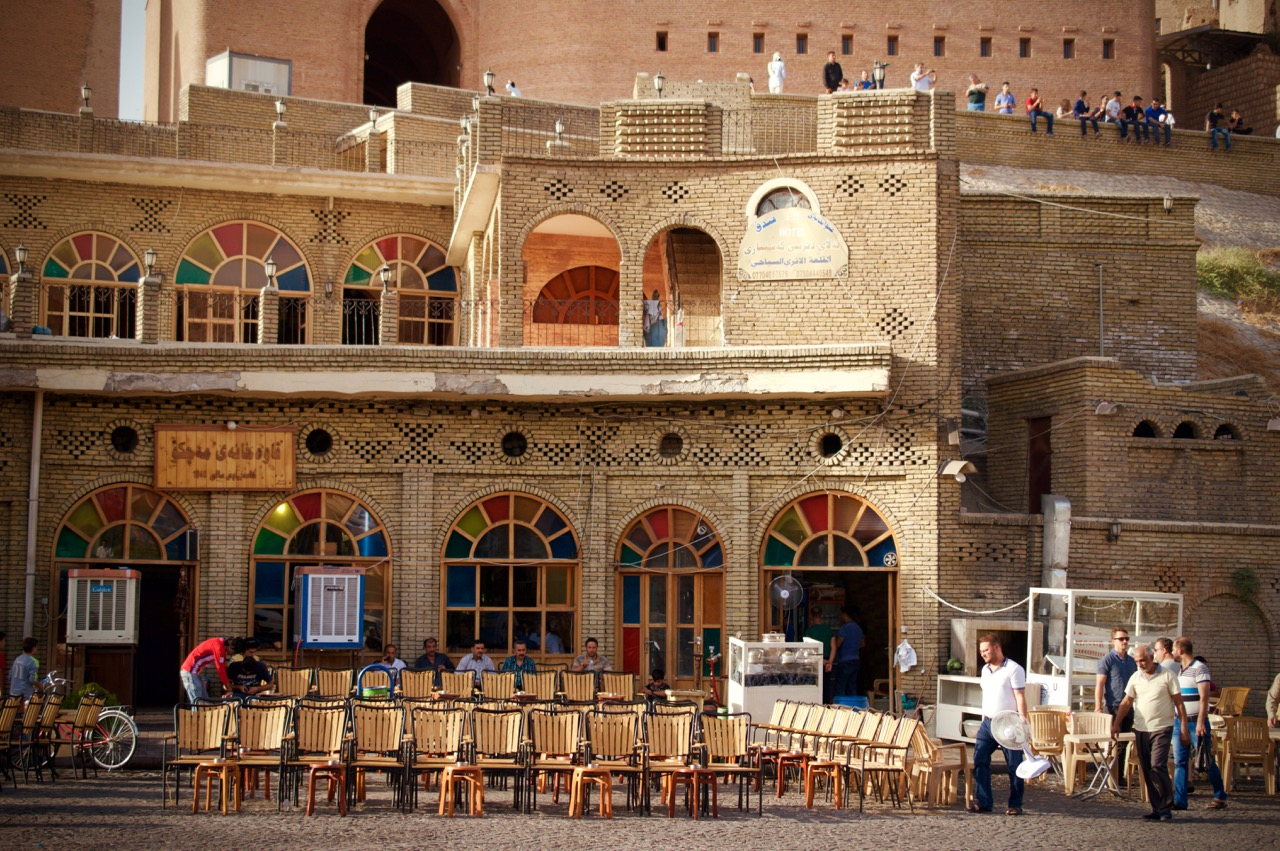
جايخانة مجكو
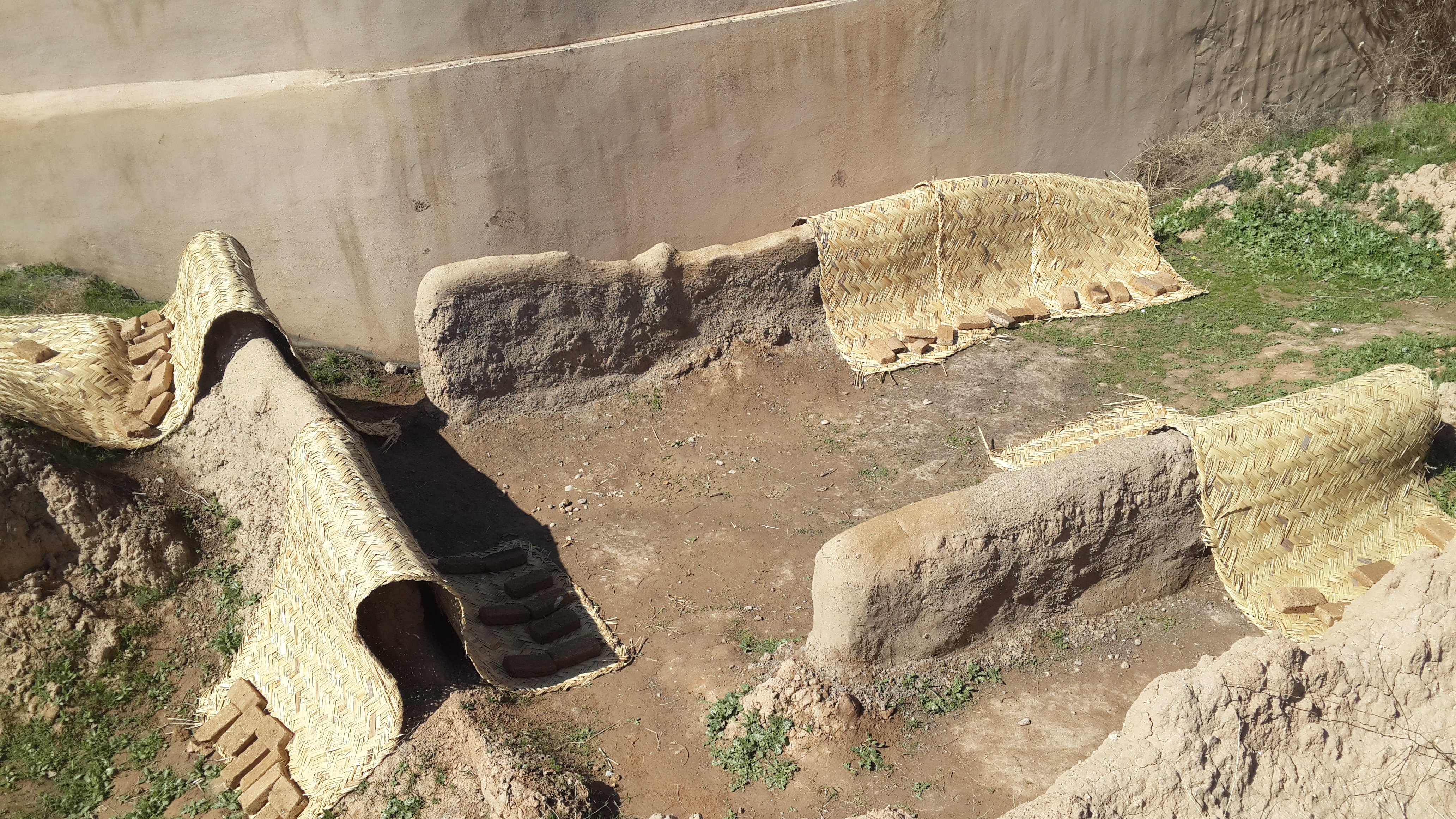
تل قالينج آغا
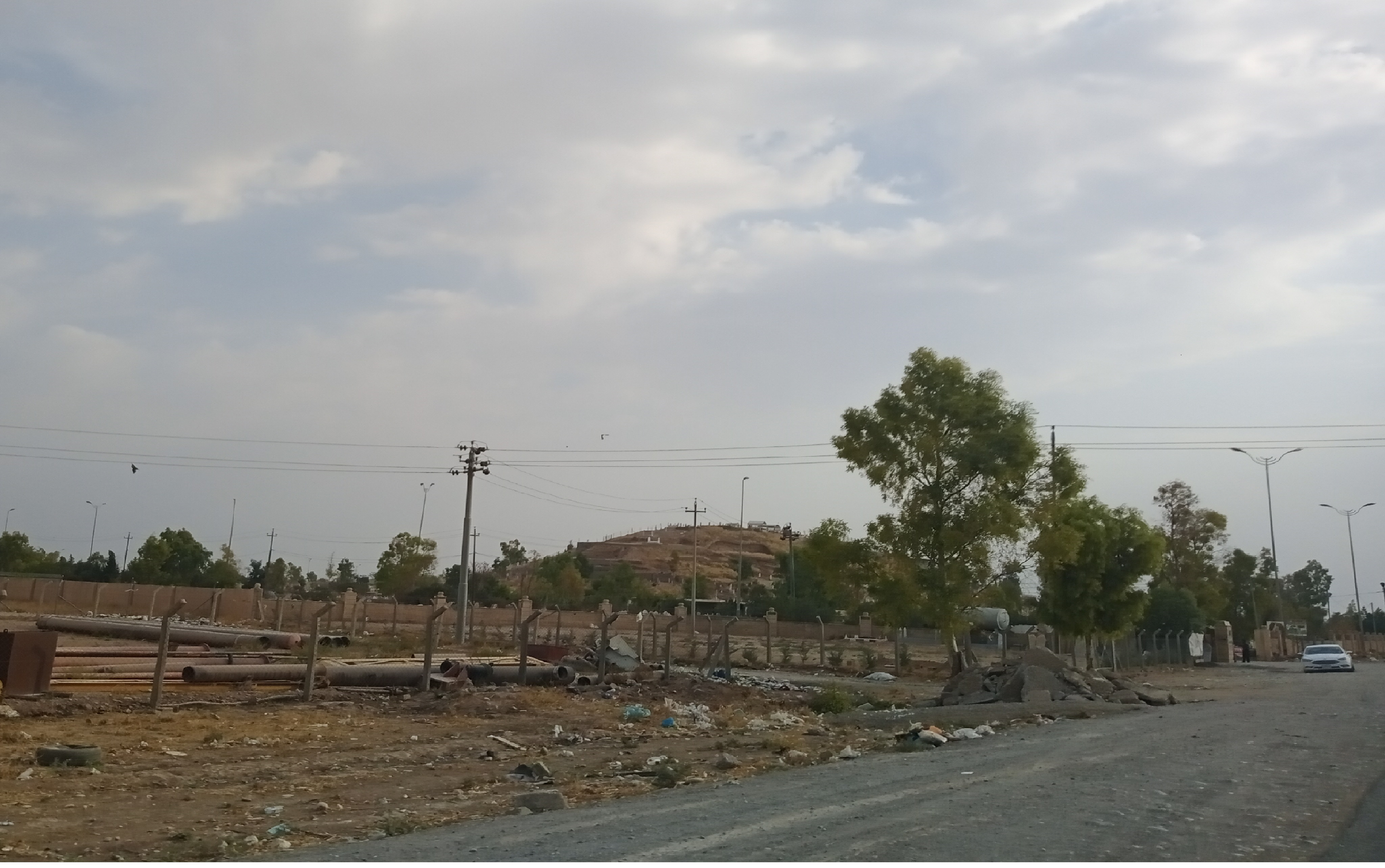
تل بيرداود
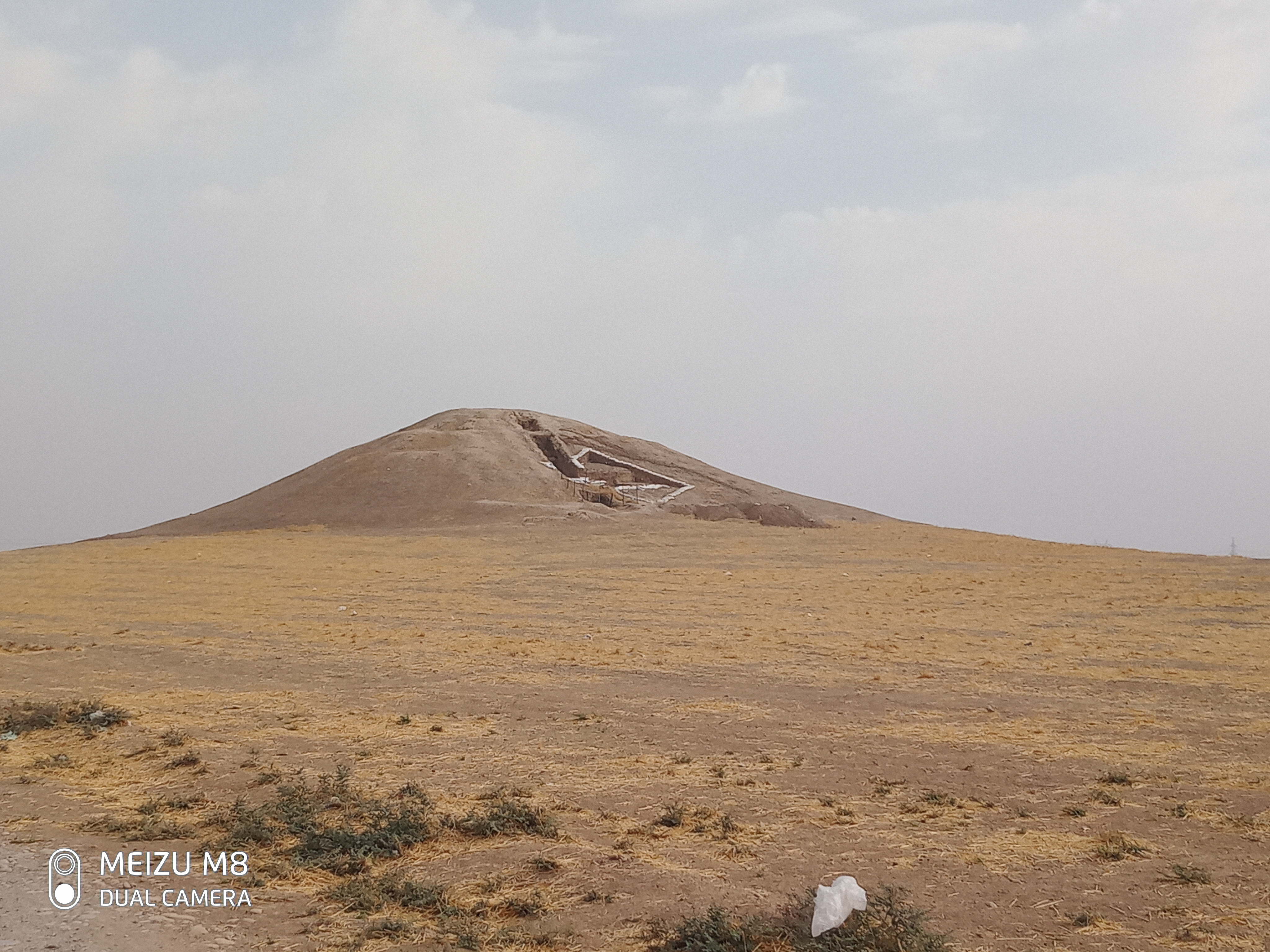
تل سوريزة
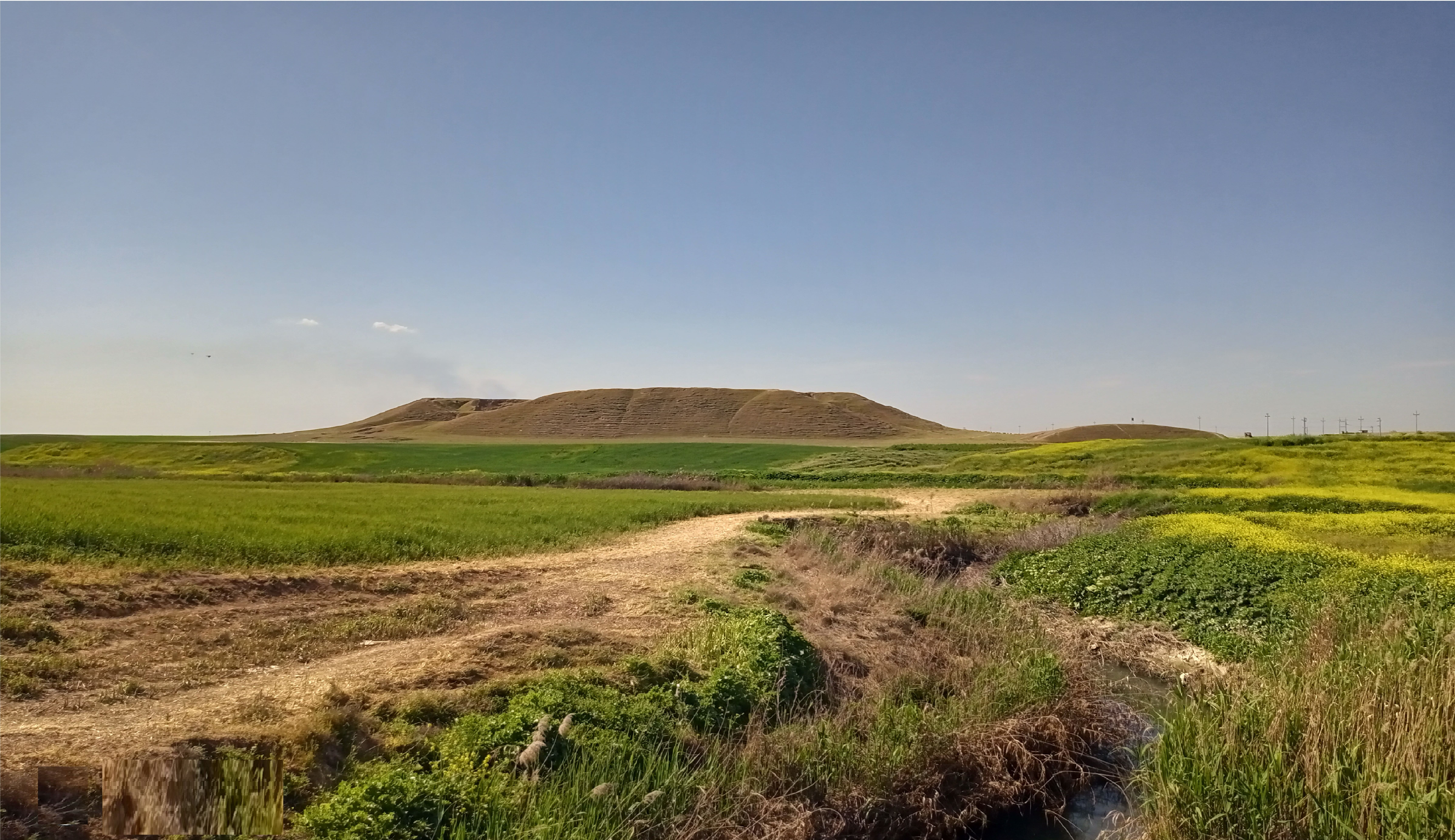
تل قصر شمامك
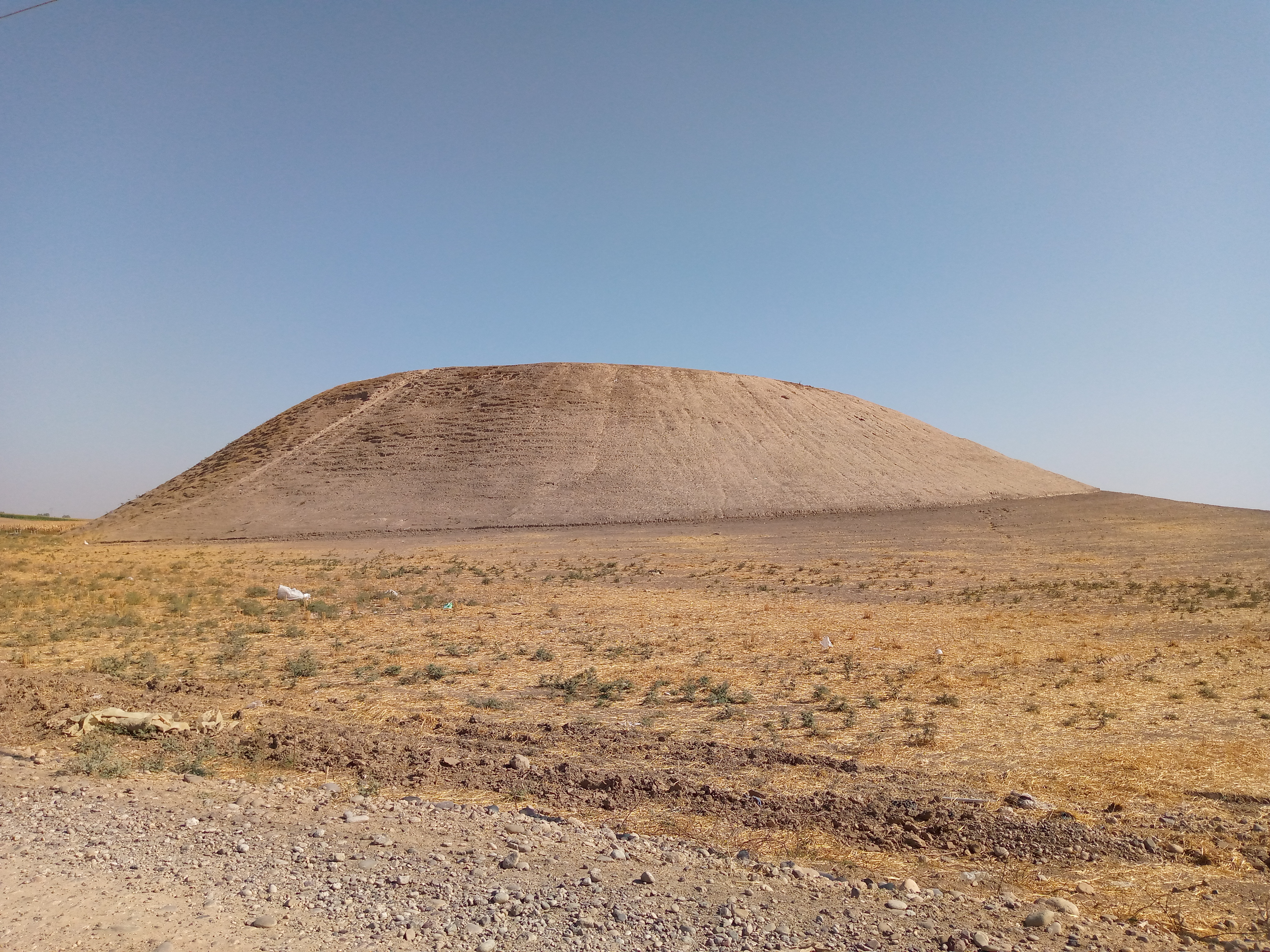
تل علياوا
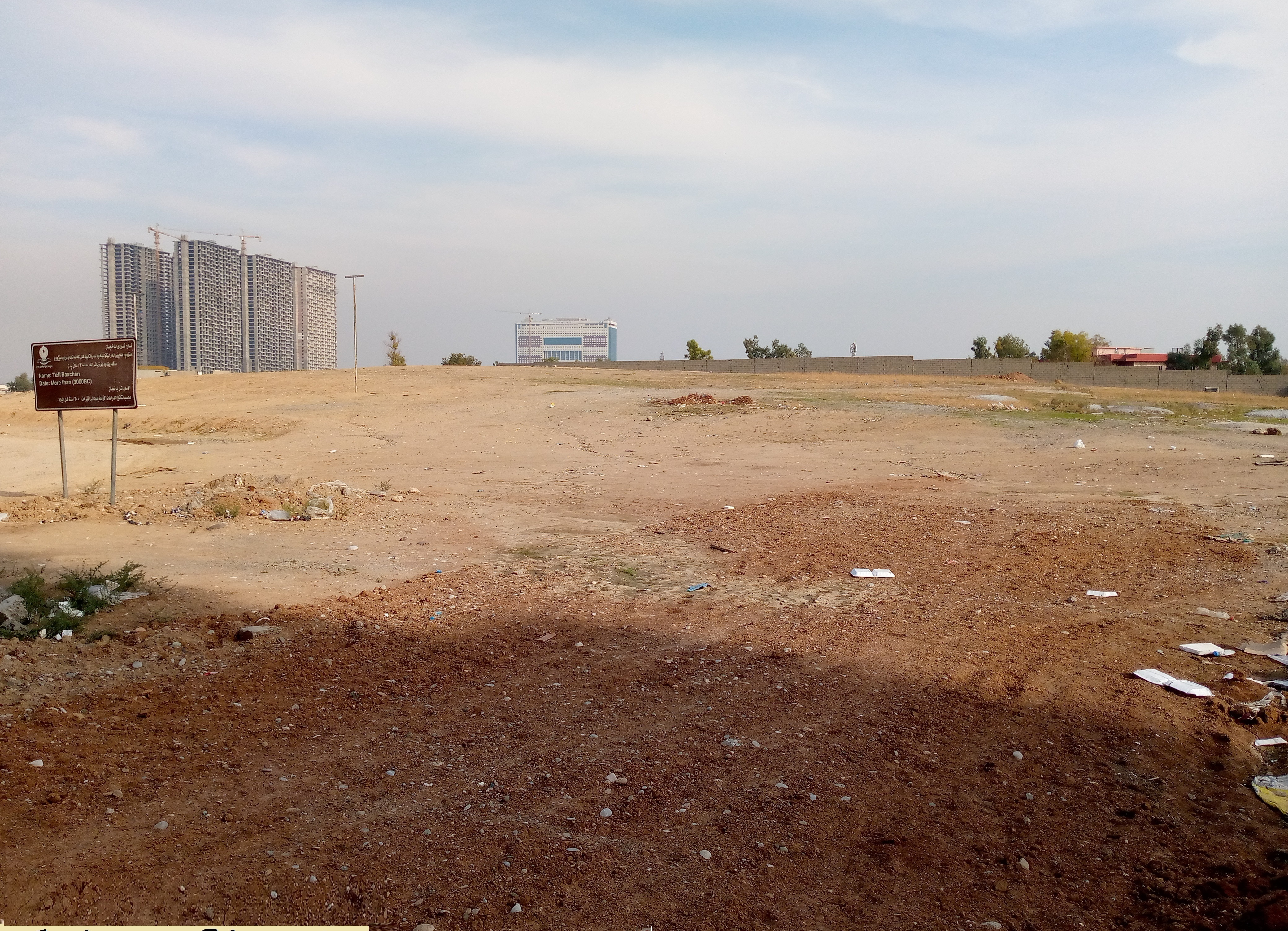
تل باخجان
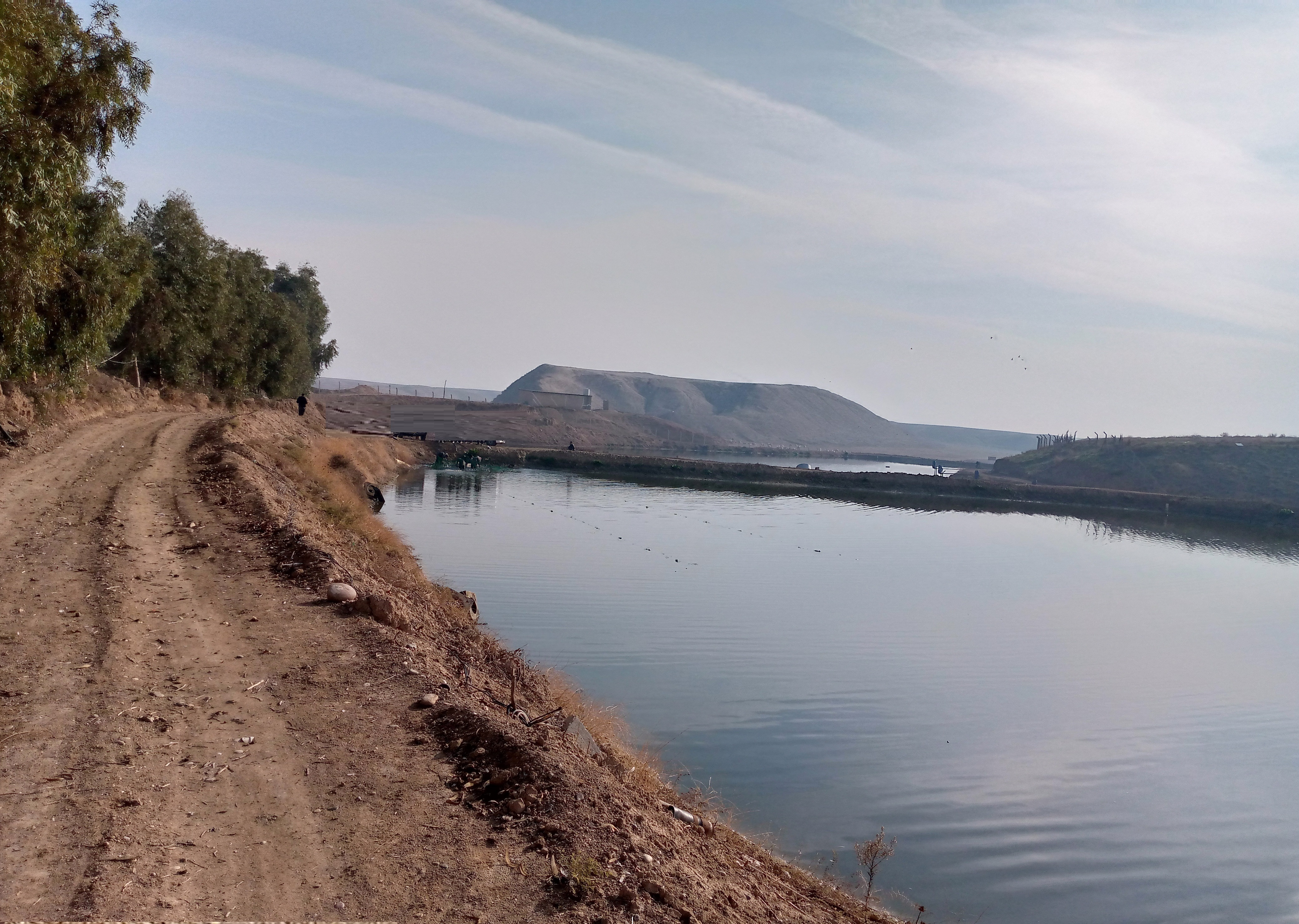
تل عوينة
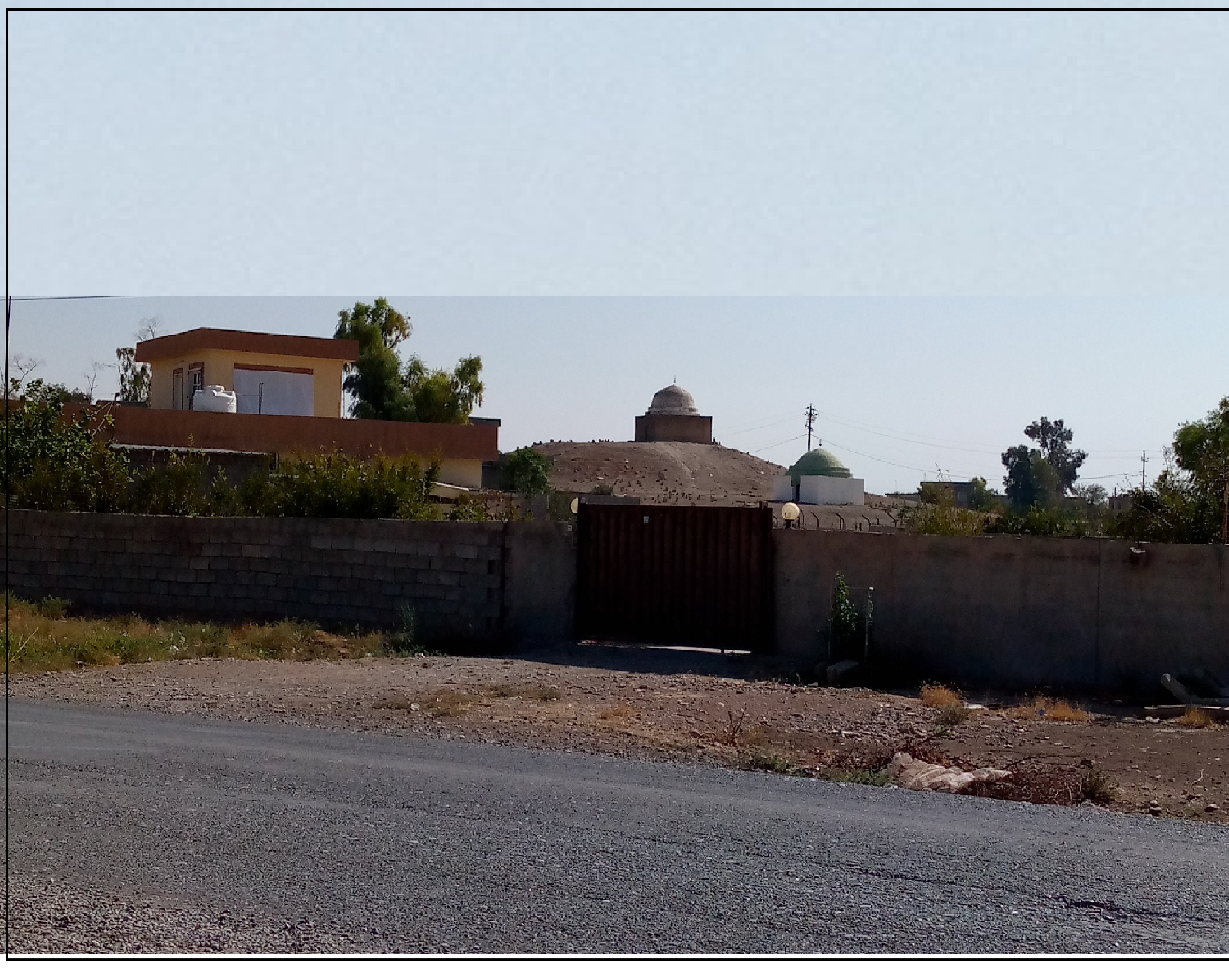
تل عازبان
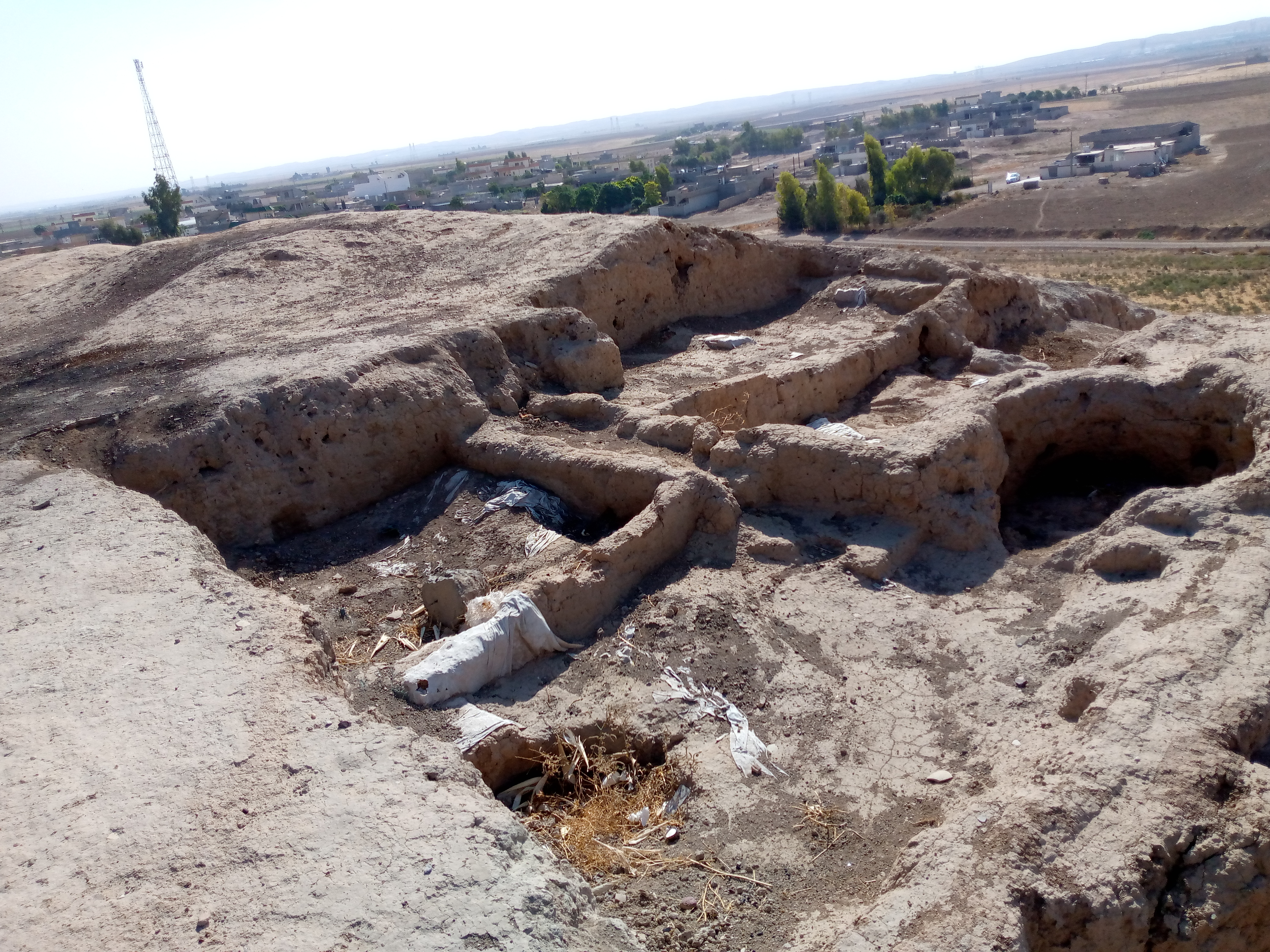
اطلال تل هيلاوة
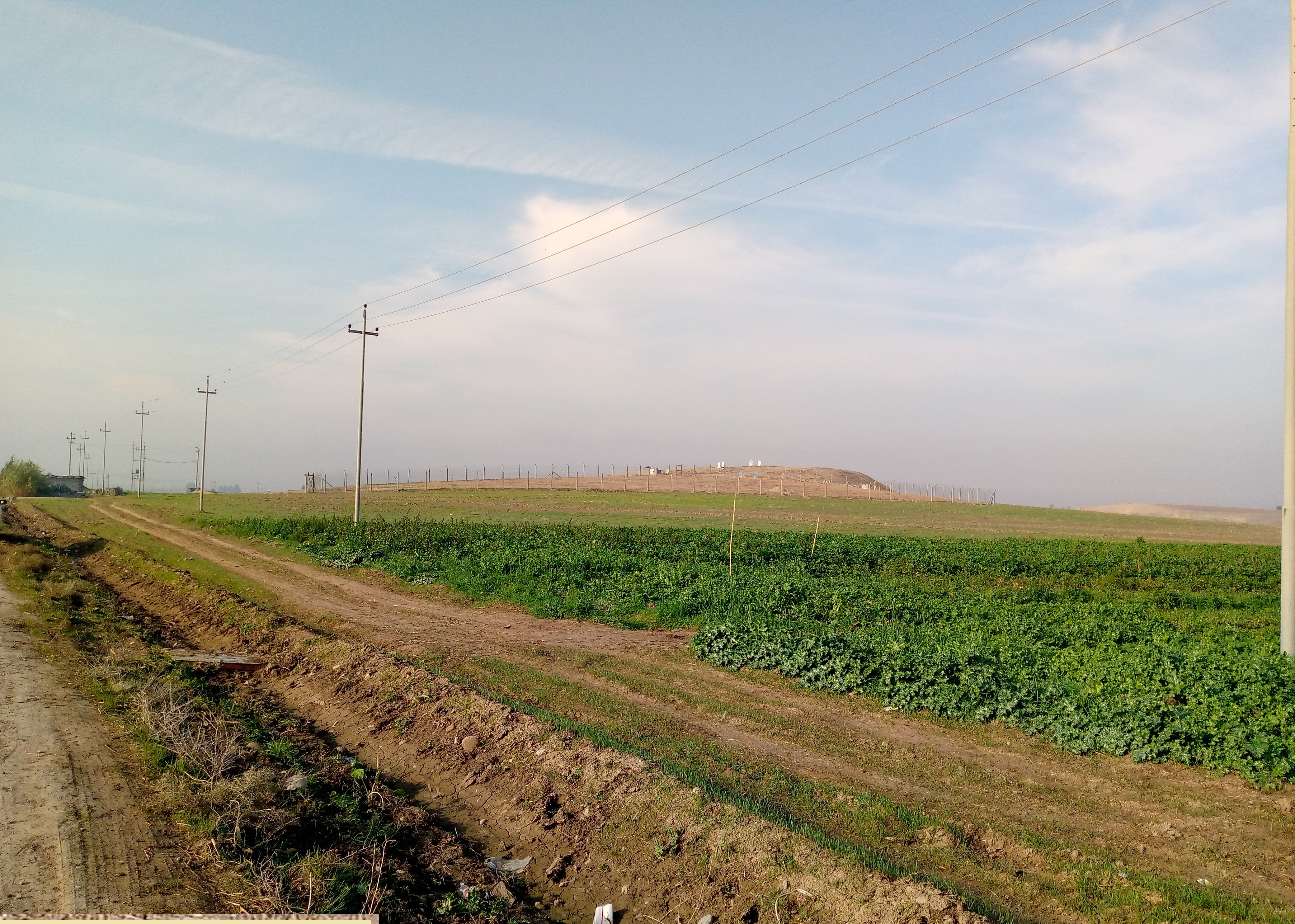
تل ملا محمود ( دلوكول)
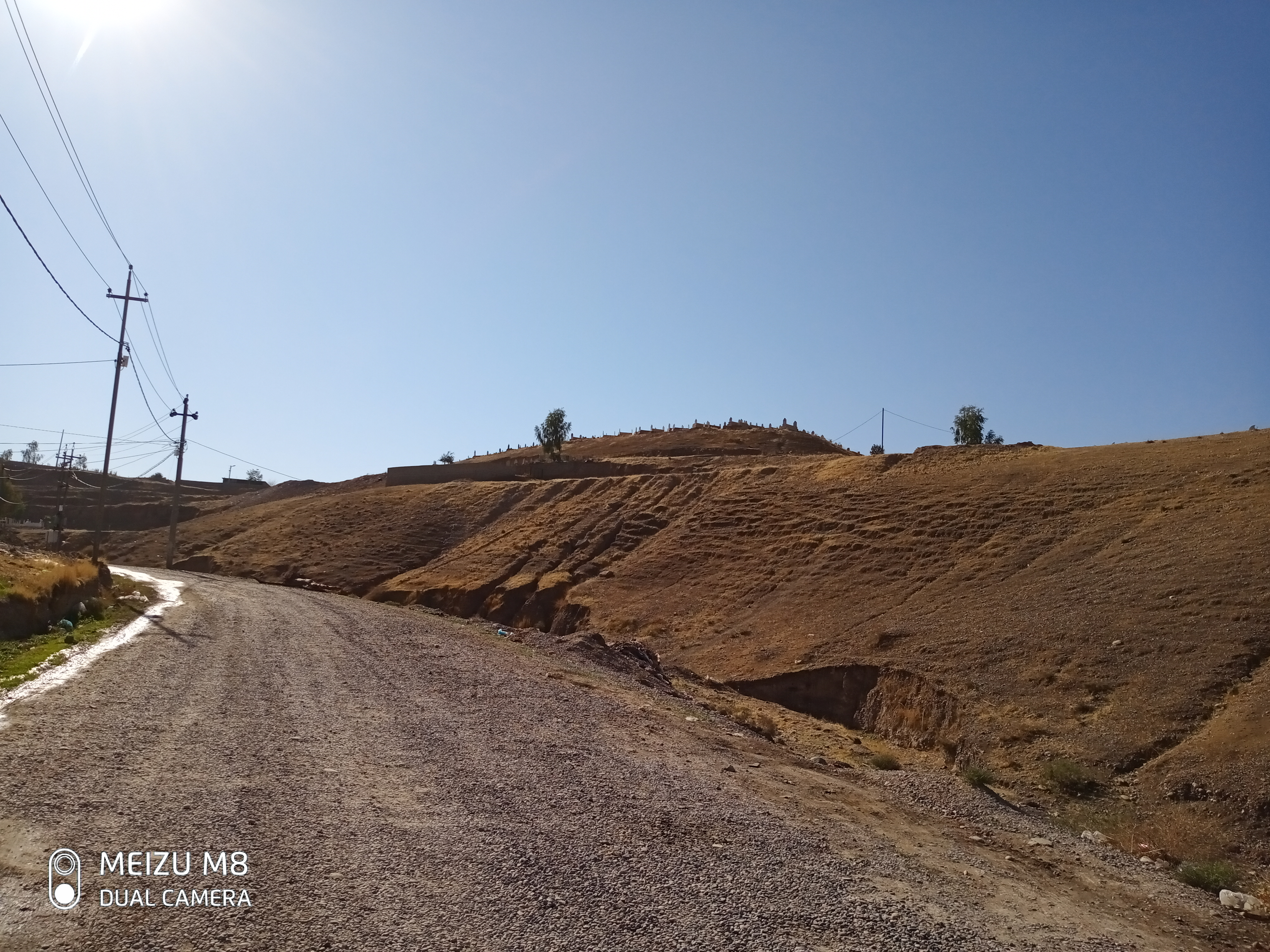
تل باستام
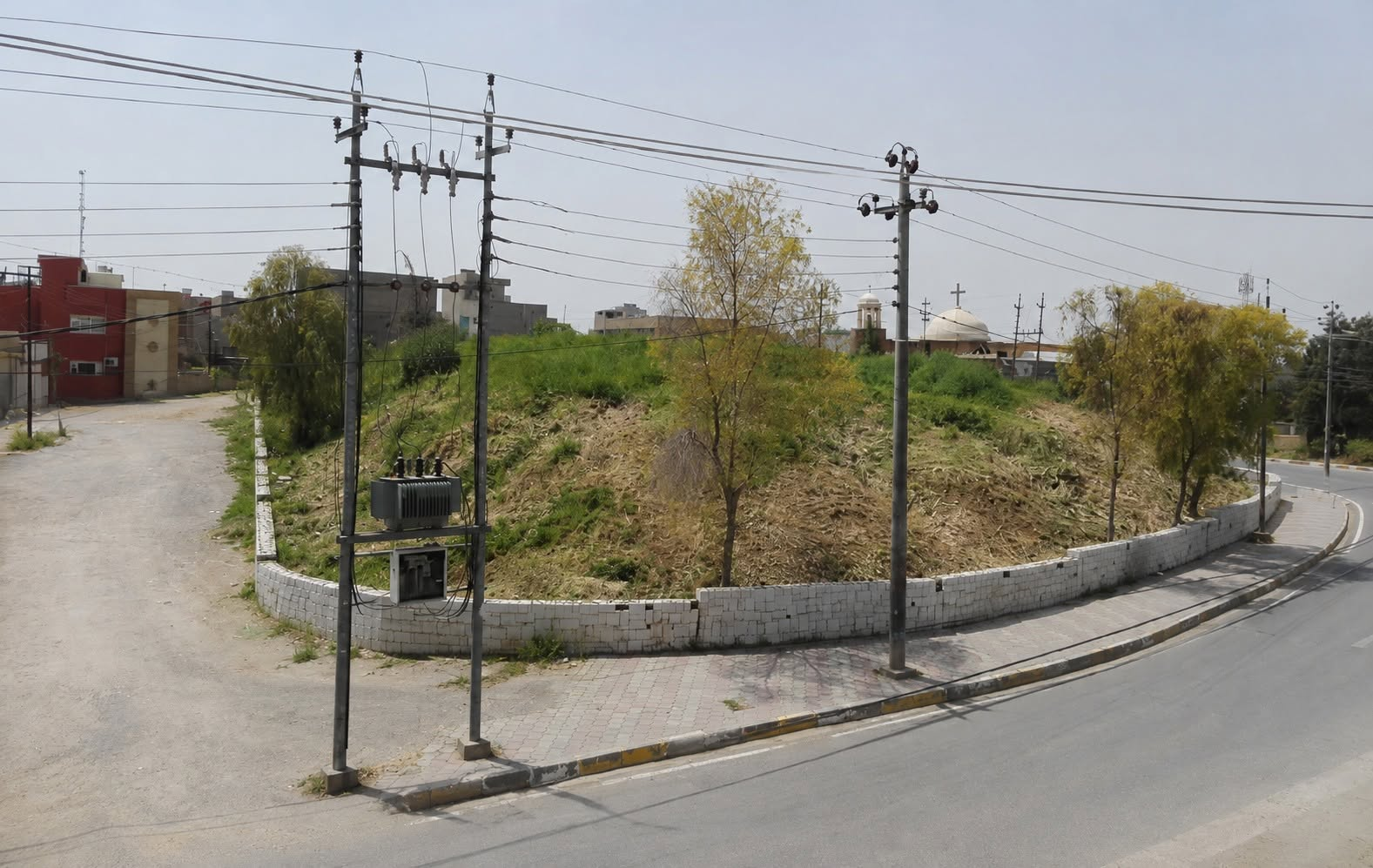
تل قصرا
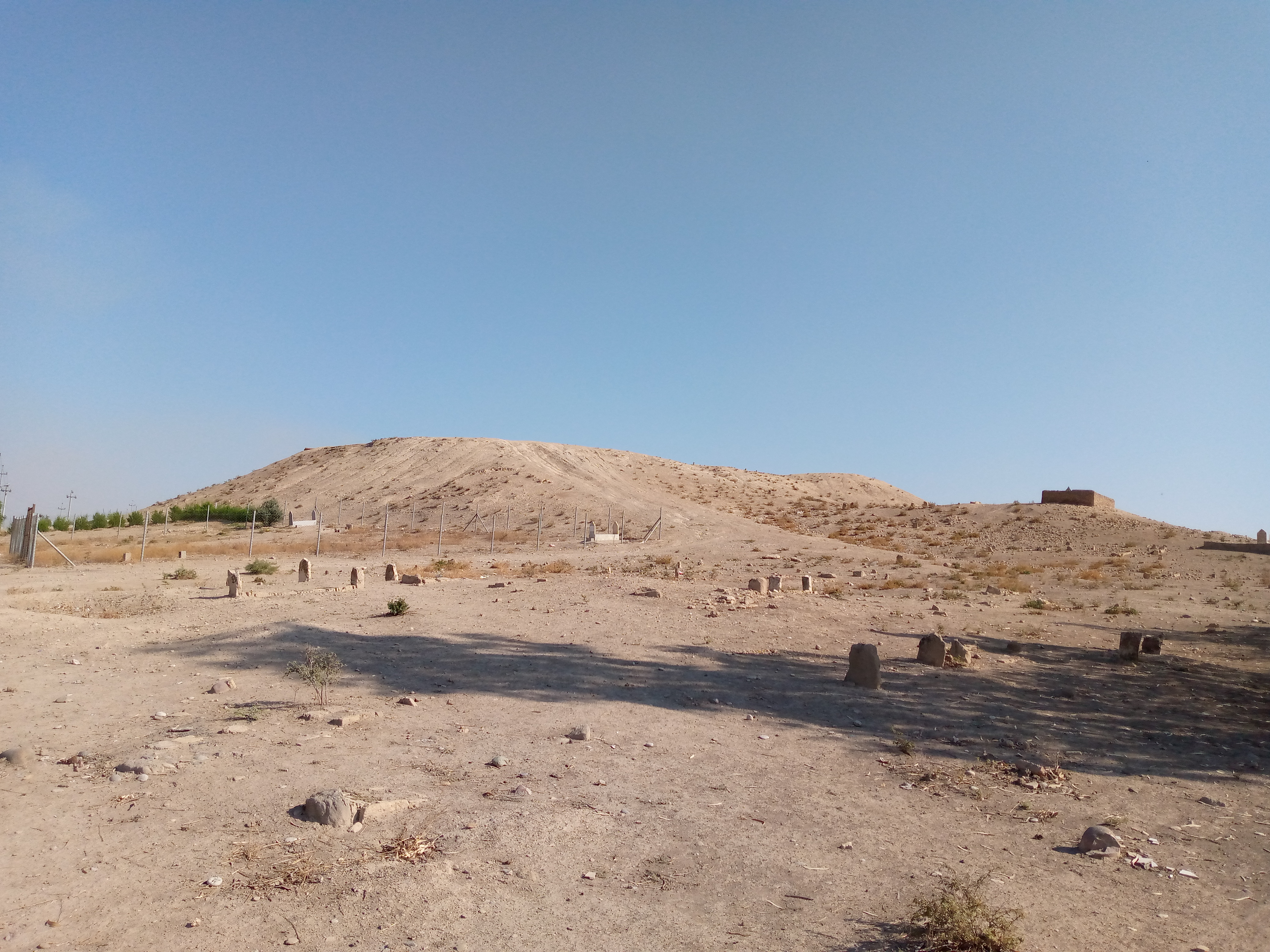
تل عبدالعزيز
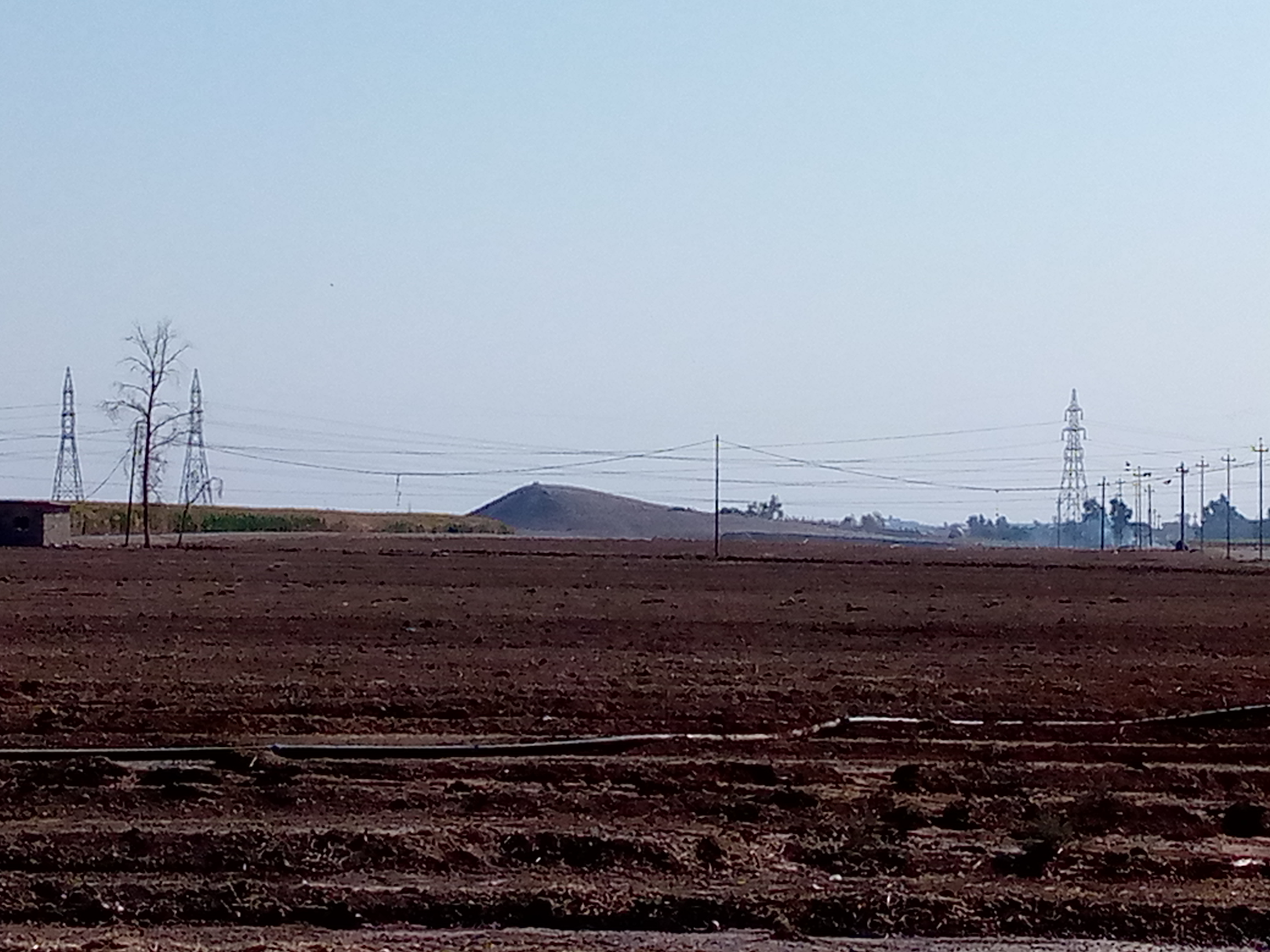
تل حسن اگادار
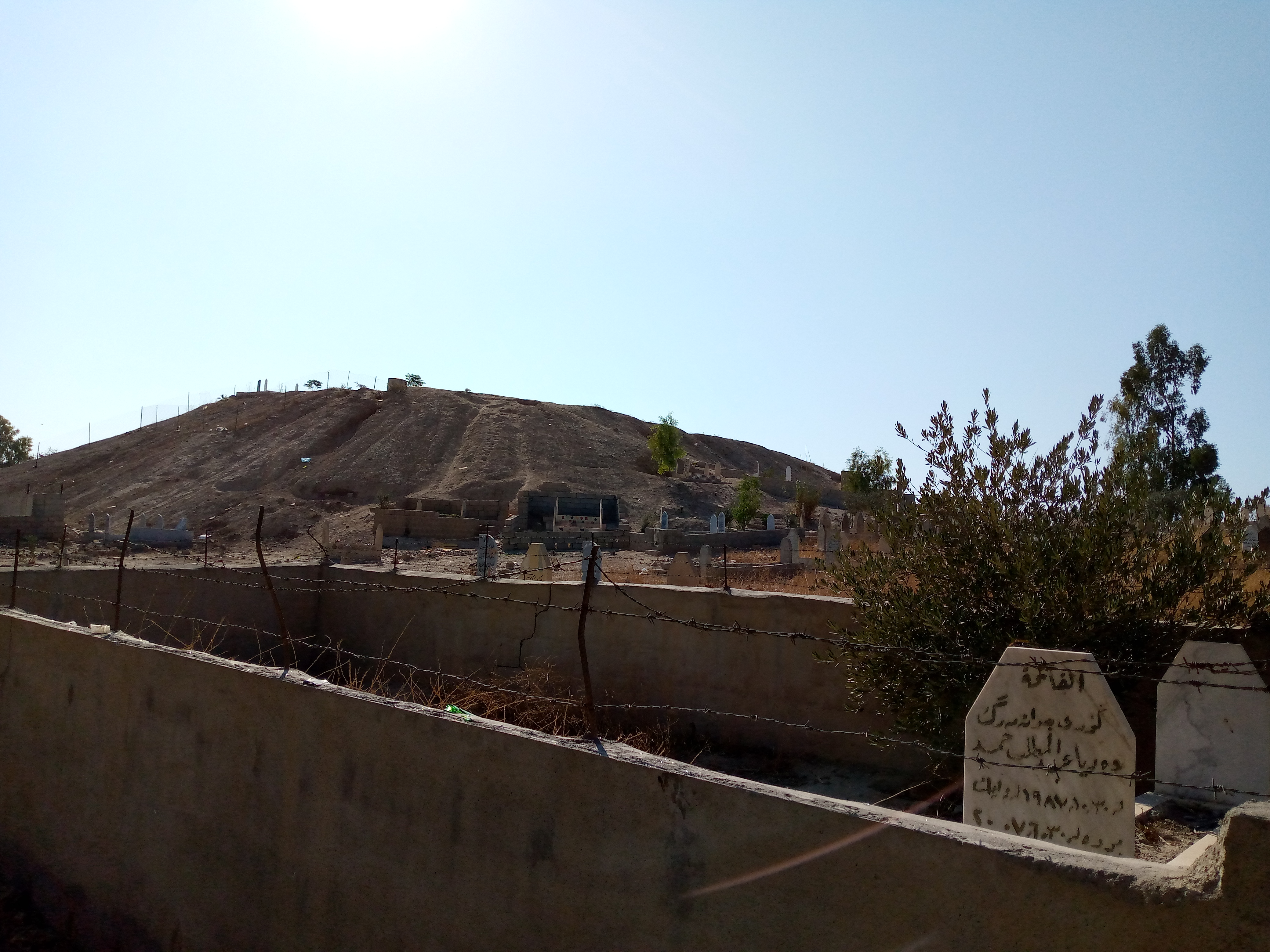
تل قتوي
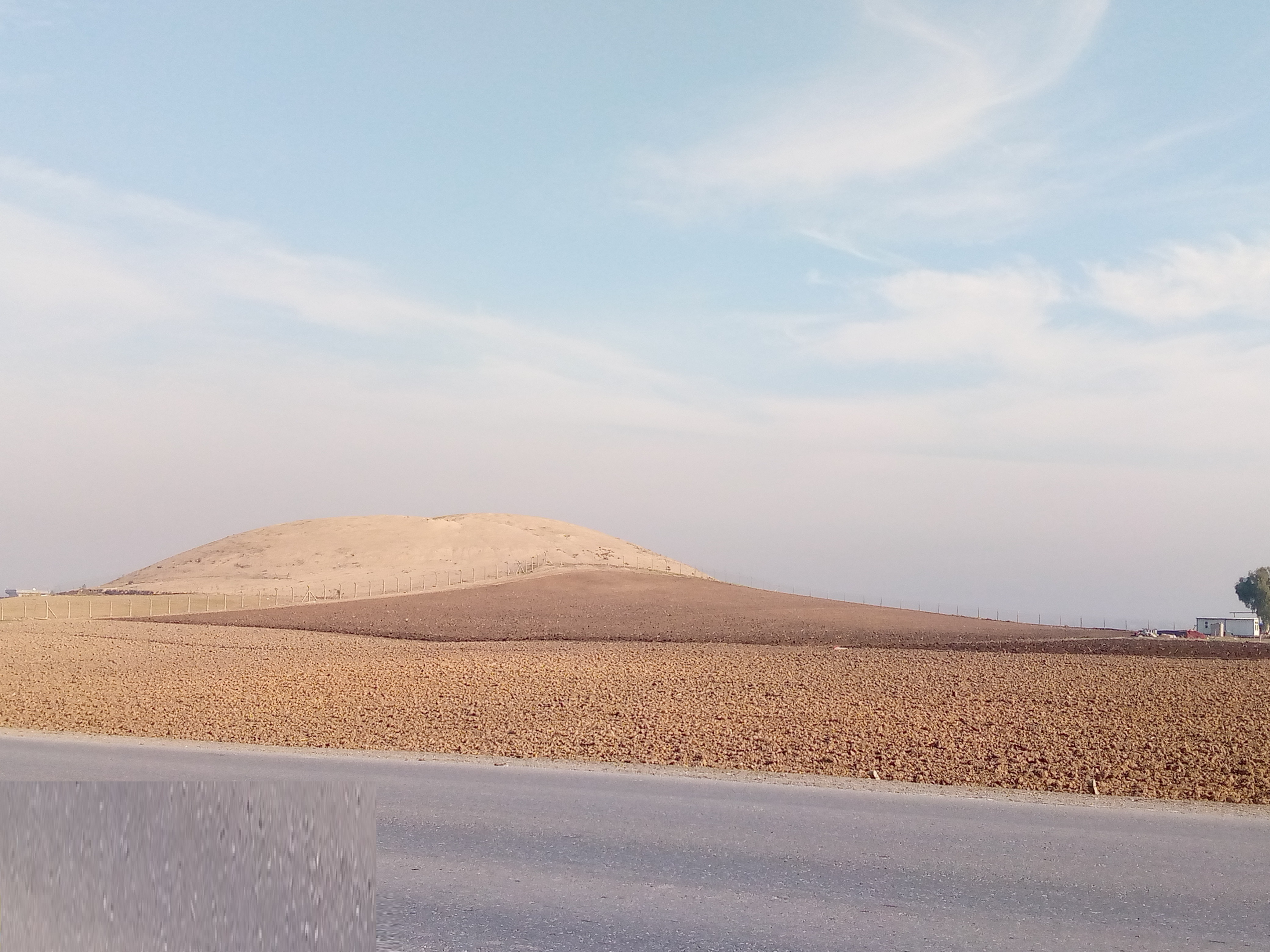
تل سيد احمد
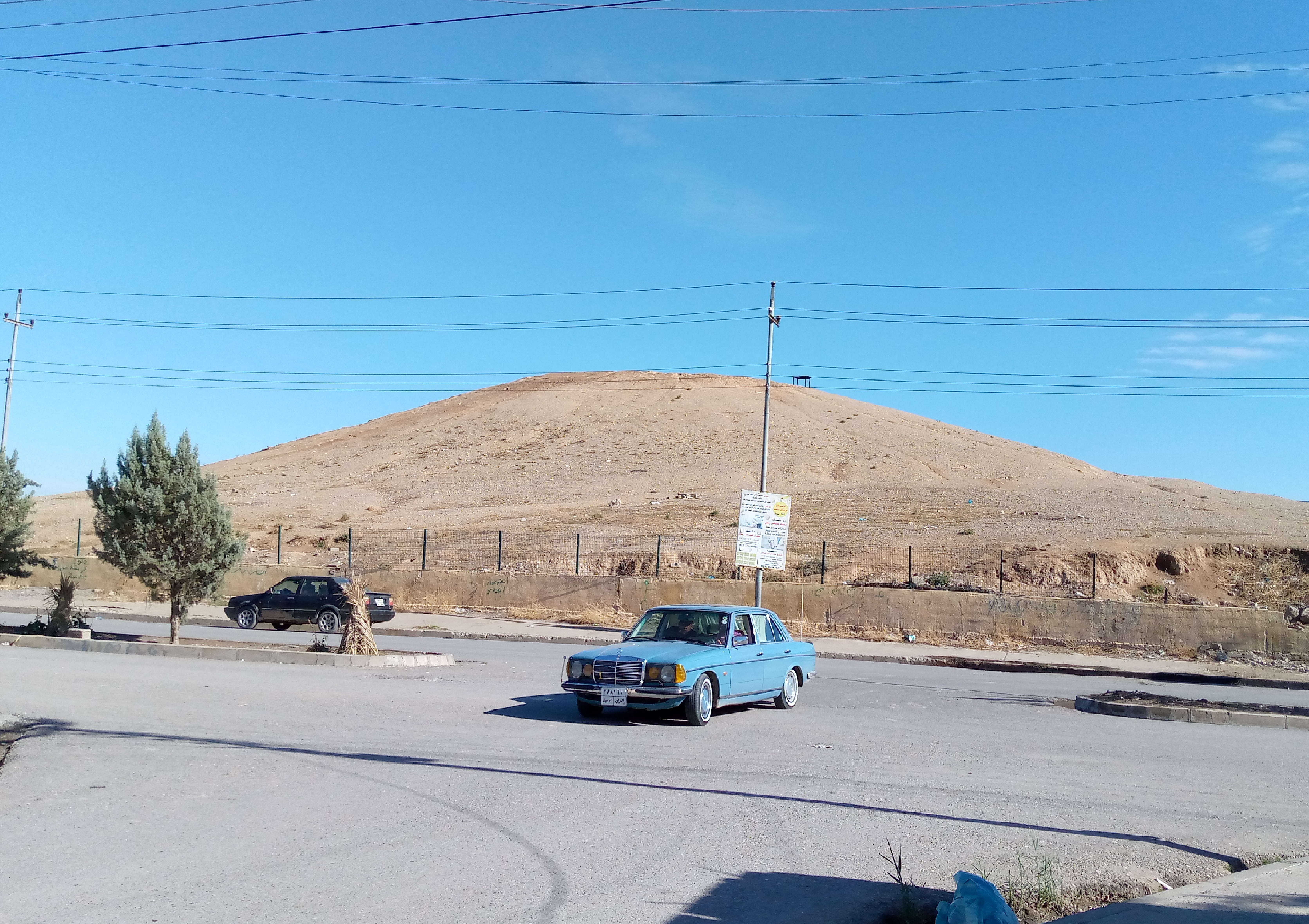
تل قوش تبه
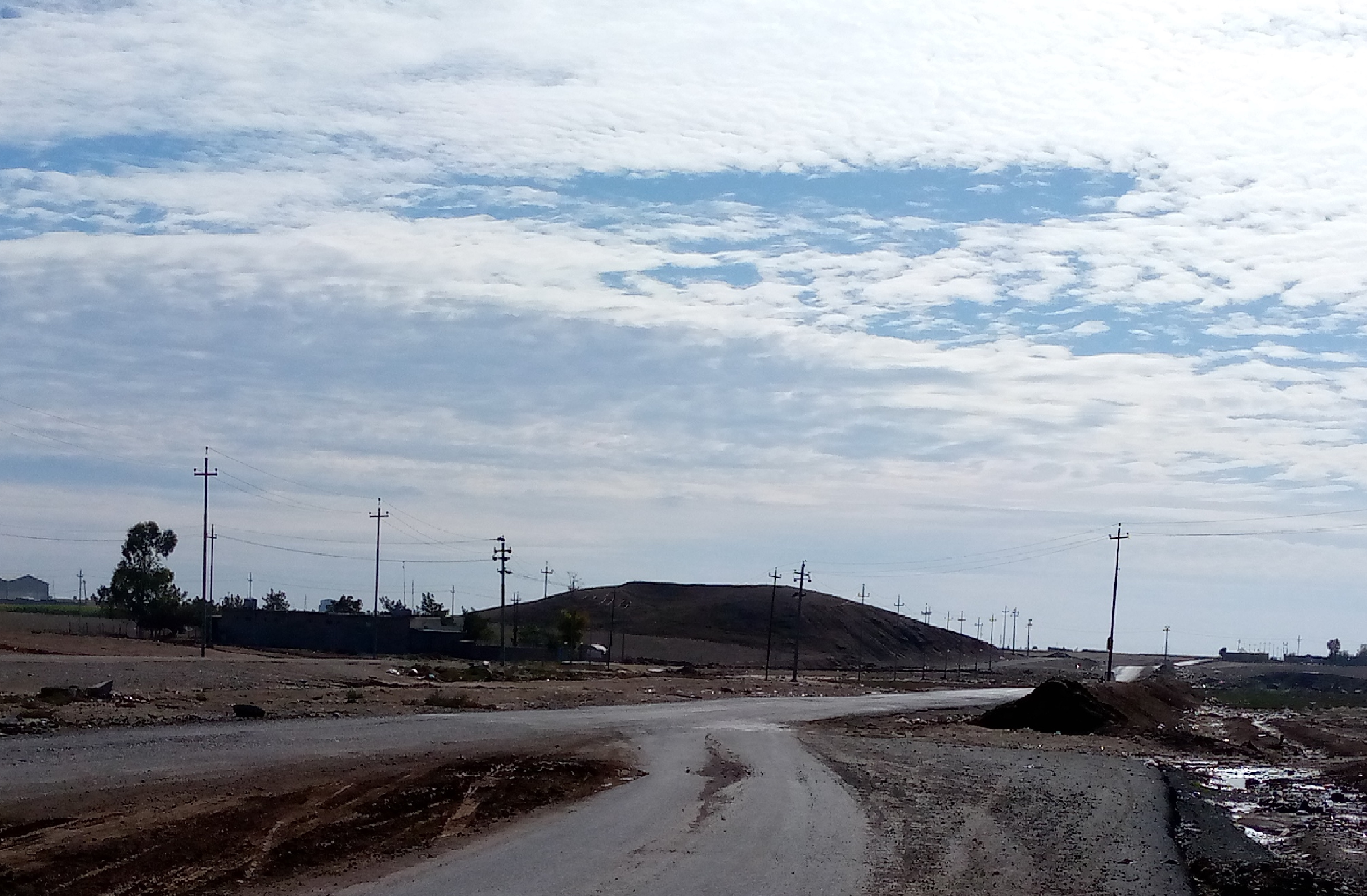
تل قول تبه
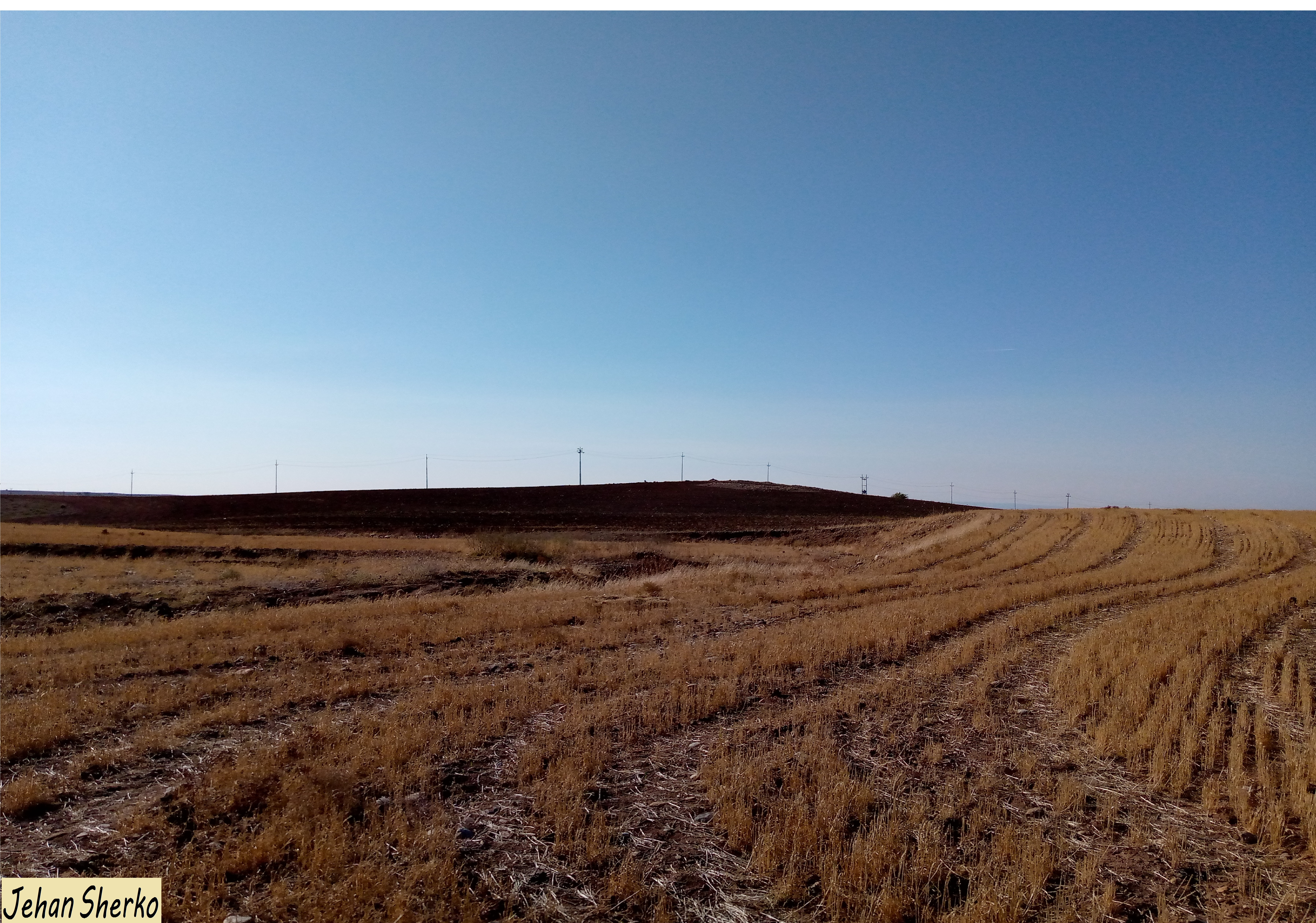
قوج ( خربة )
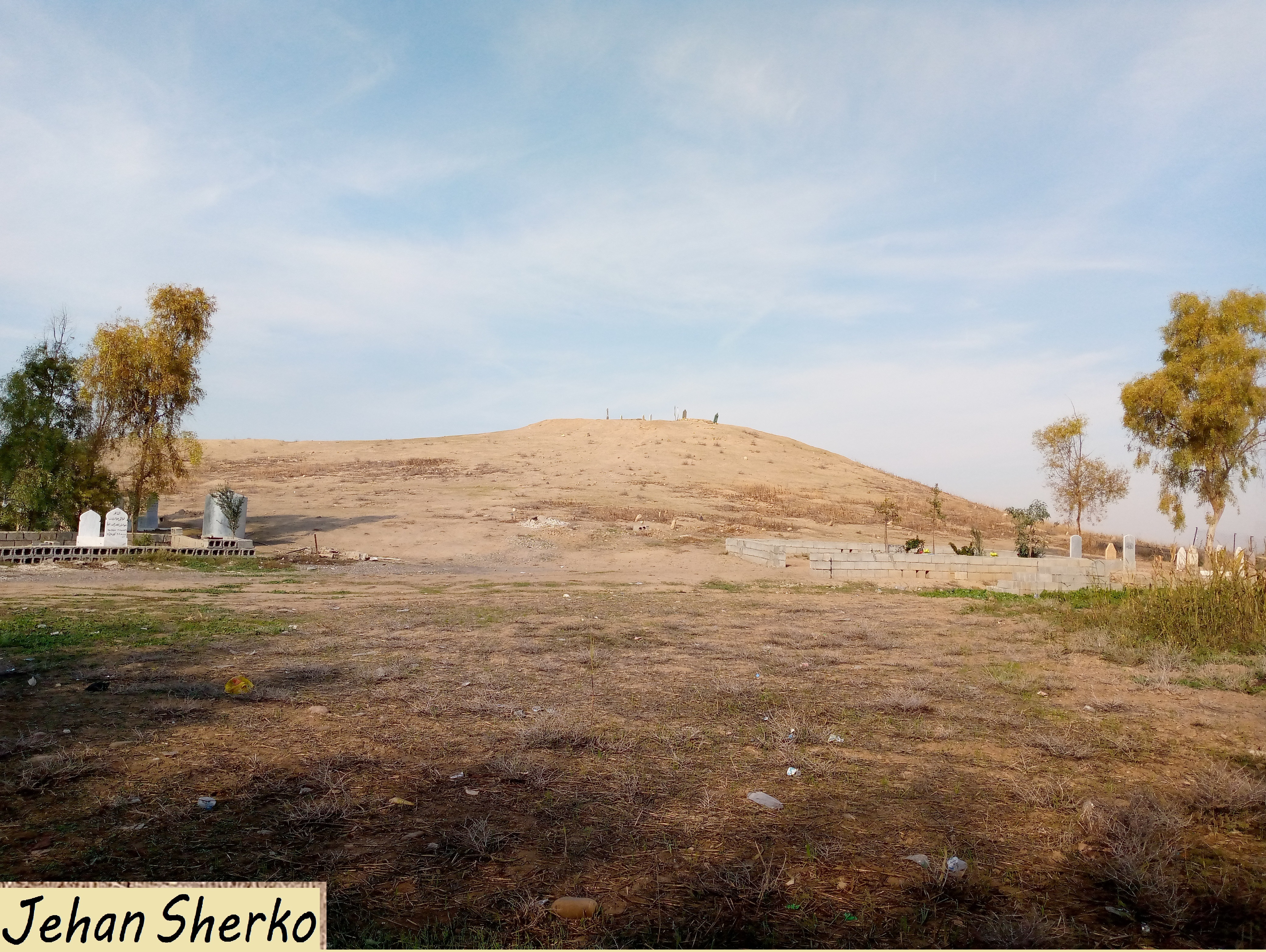
بعرور أو تل شمامر
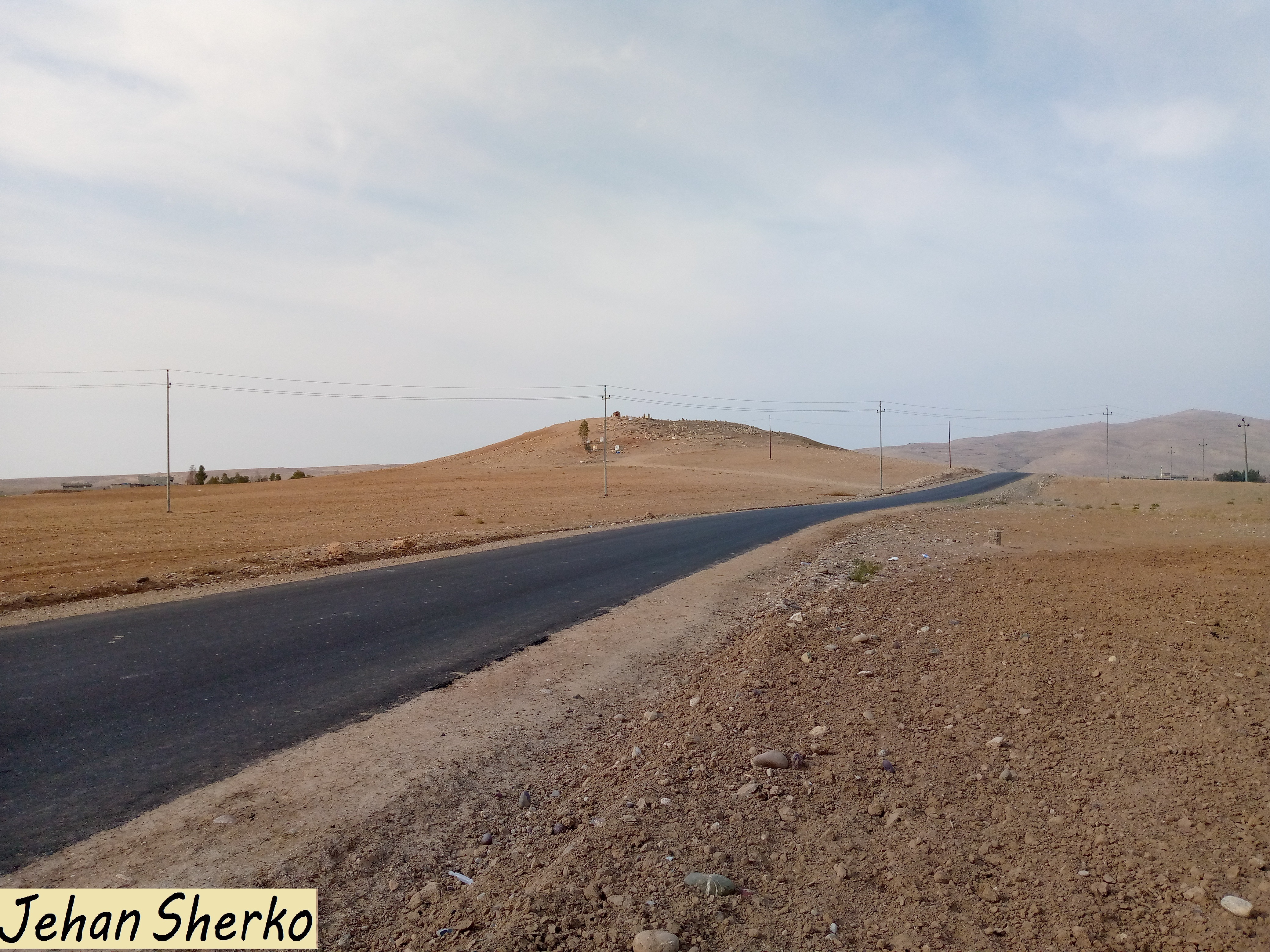
تل شينا
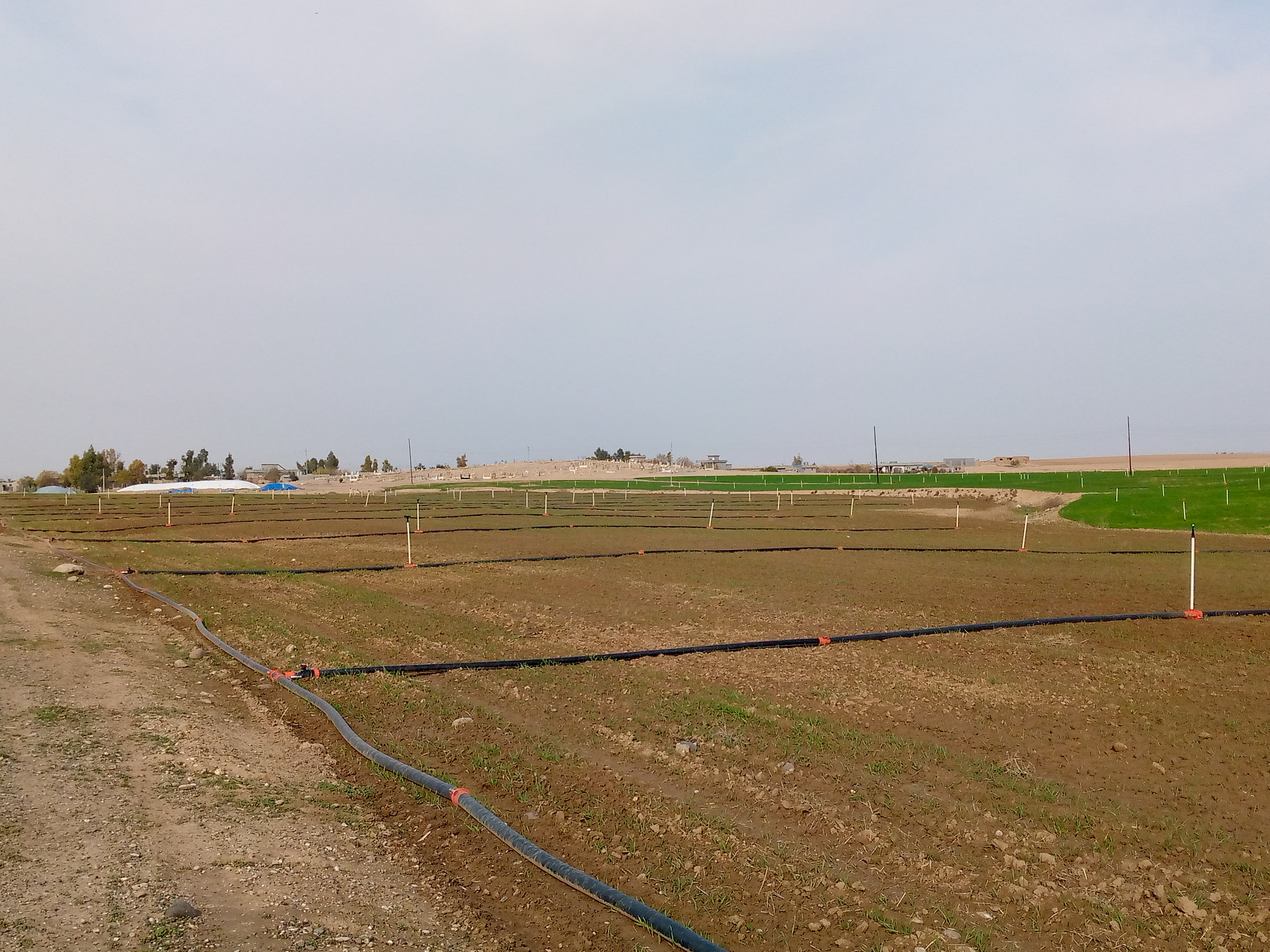
تل كوزابنكا
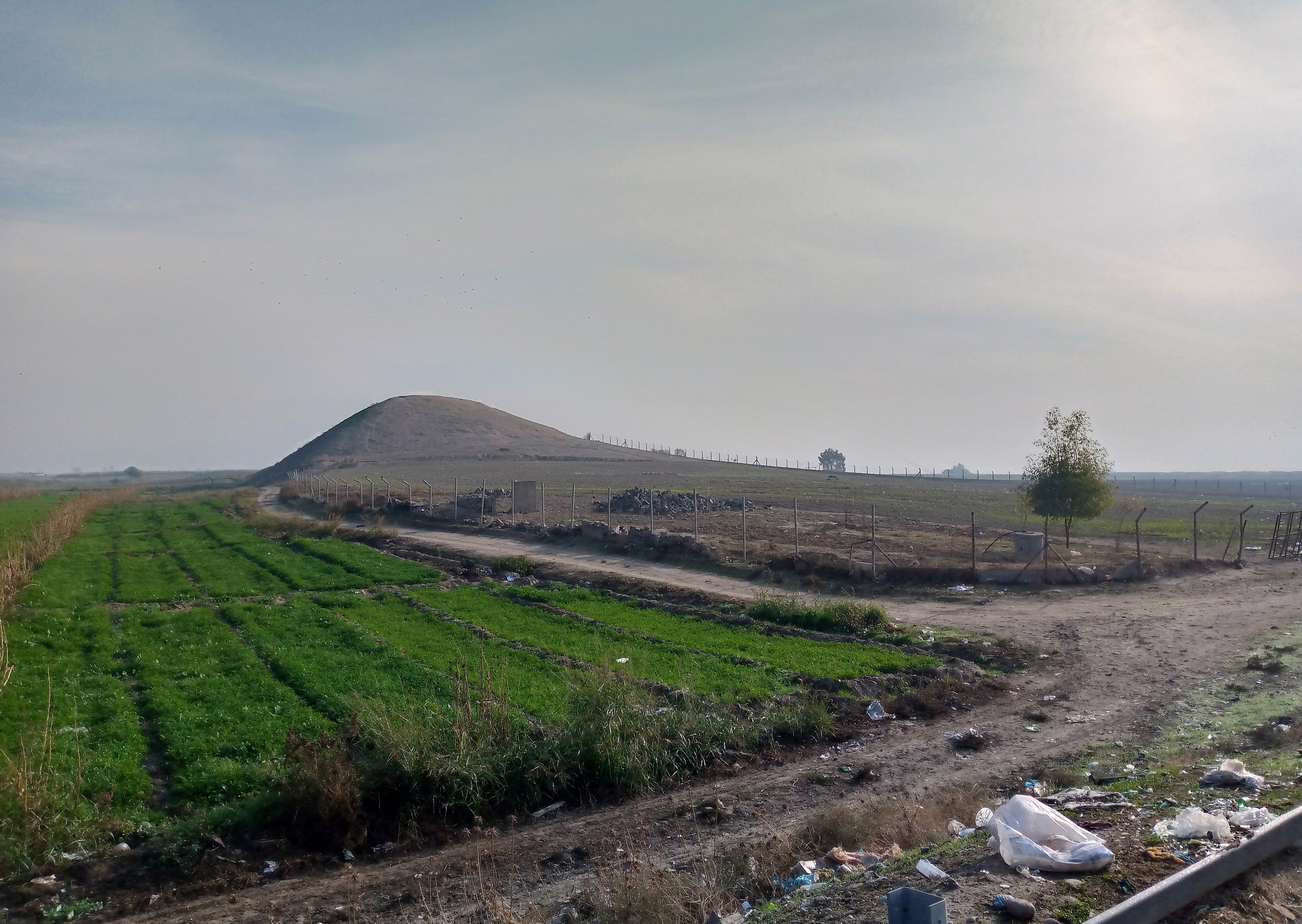
تل جمكه
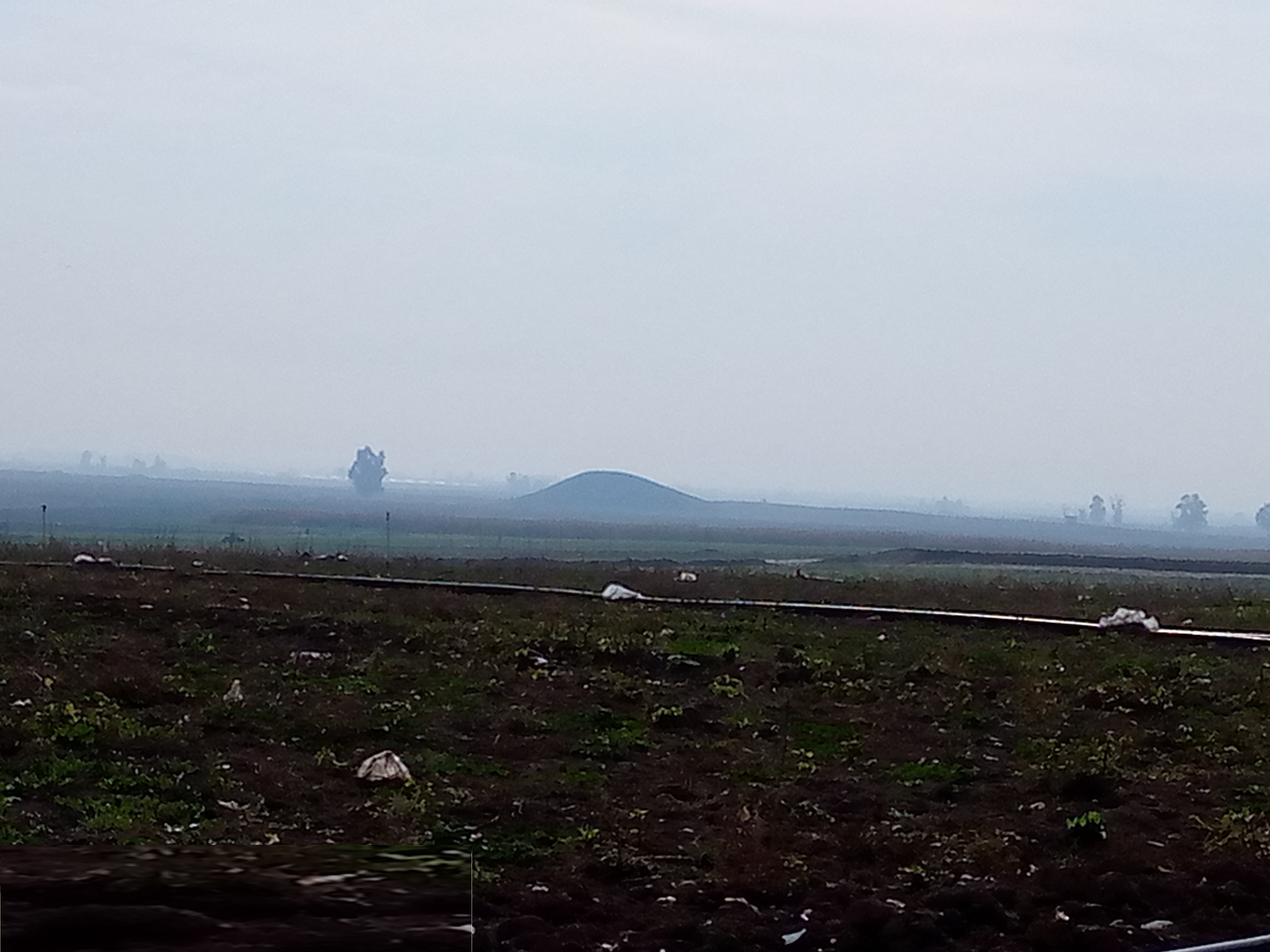
تل بابا جعفر
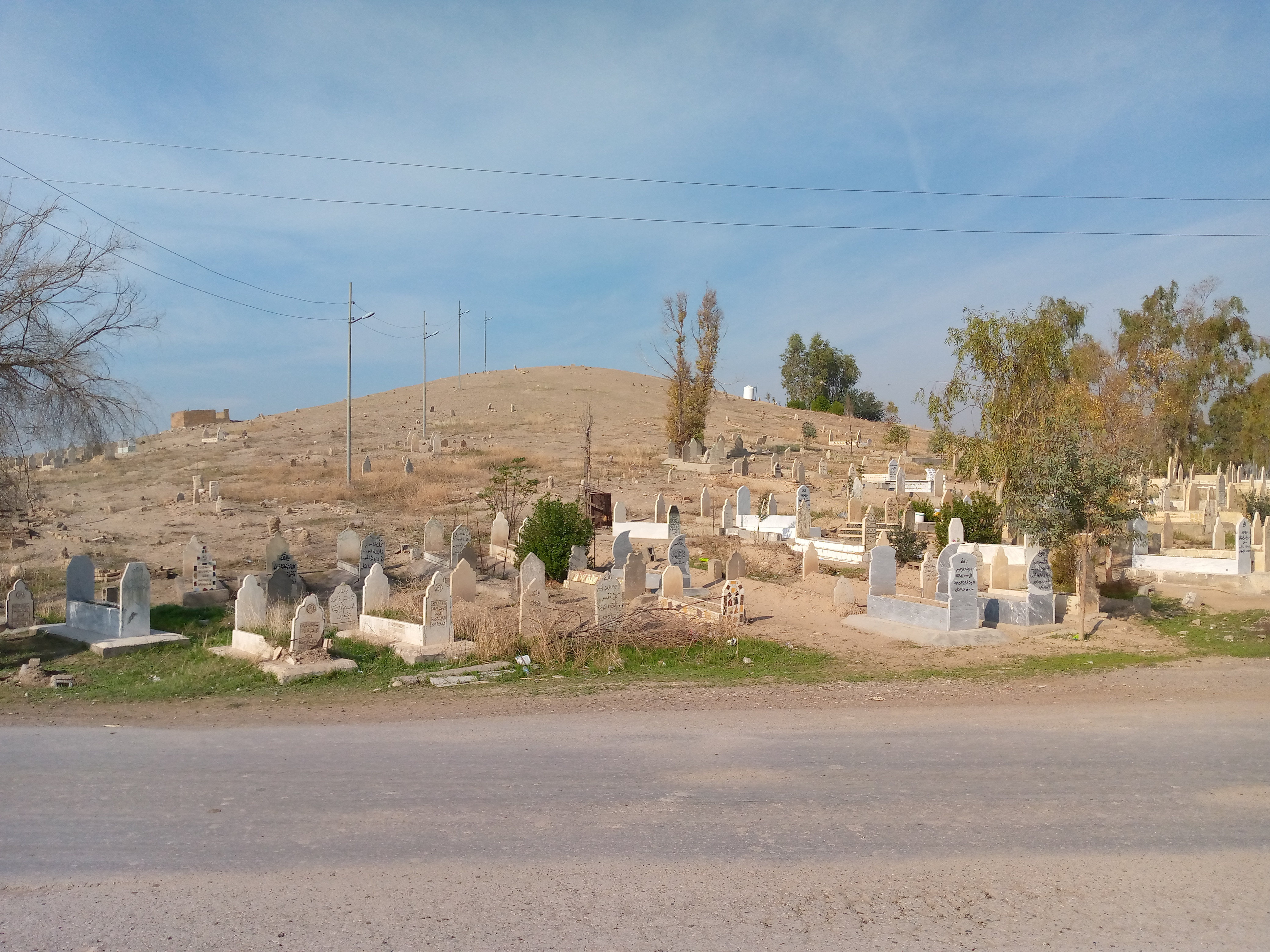
تل سويري
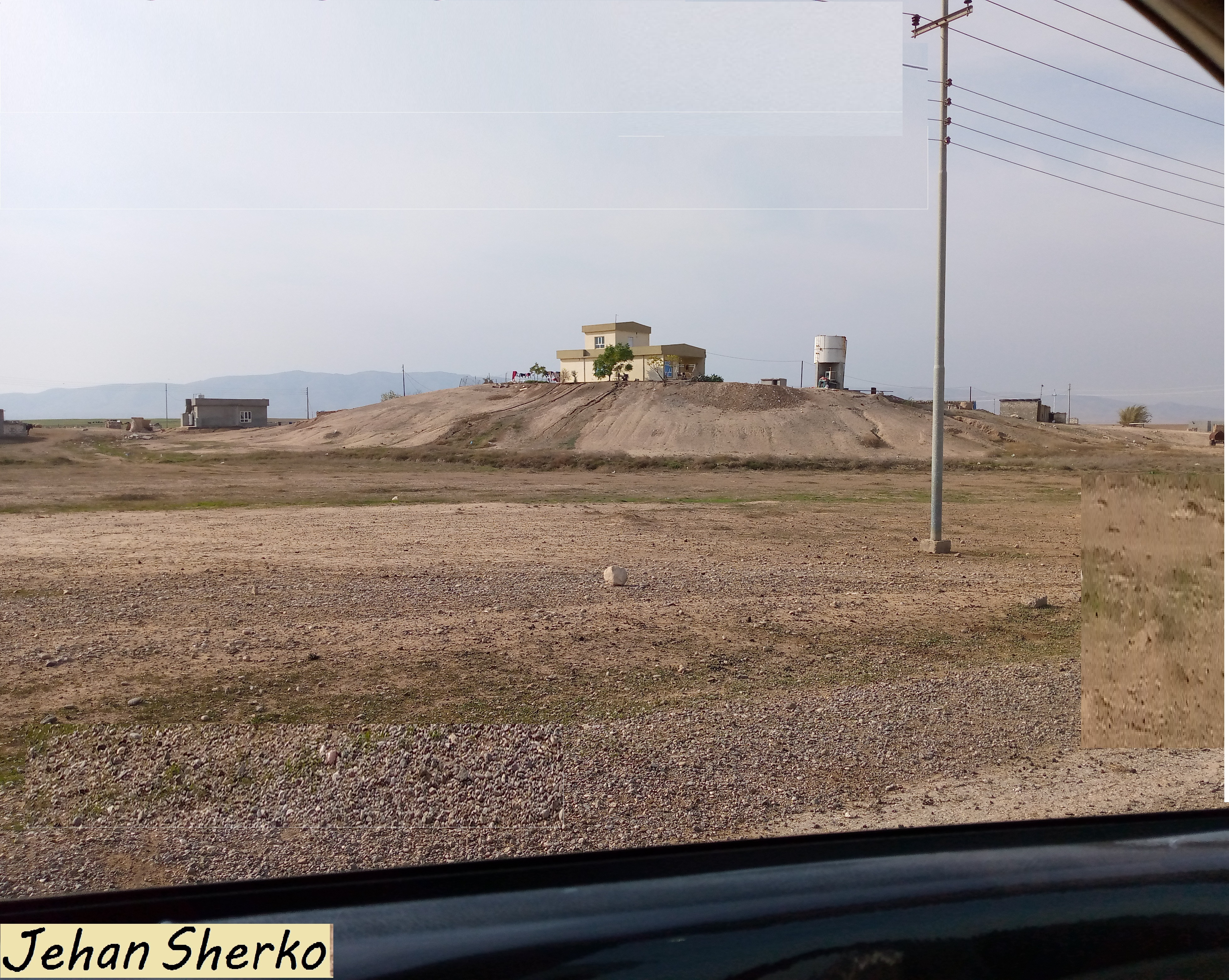
تل كومى
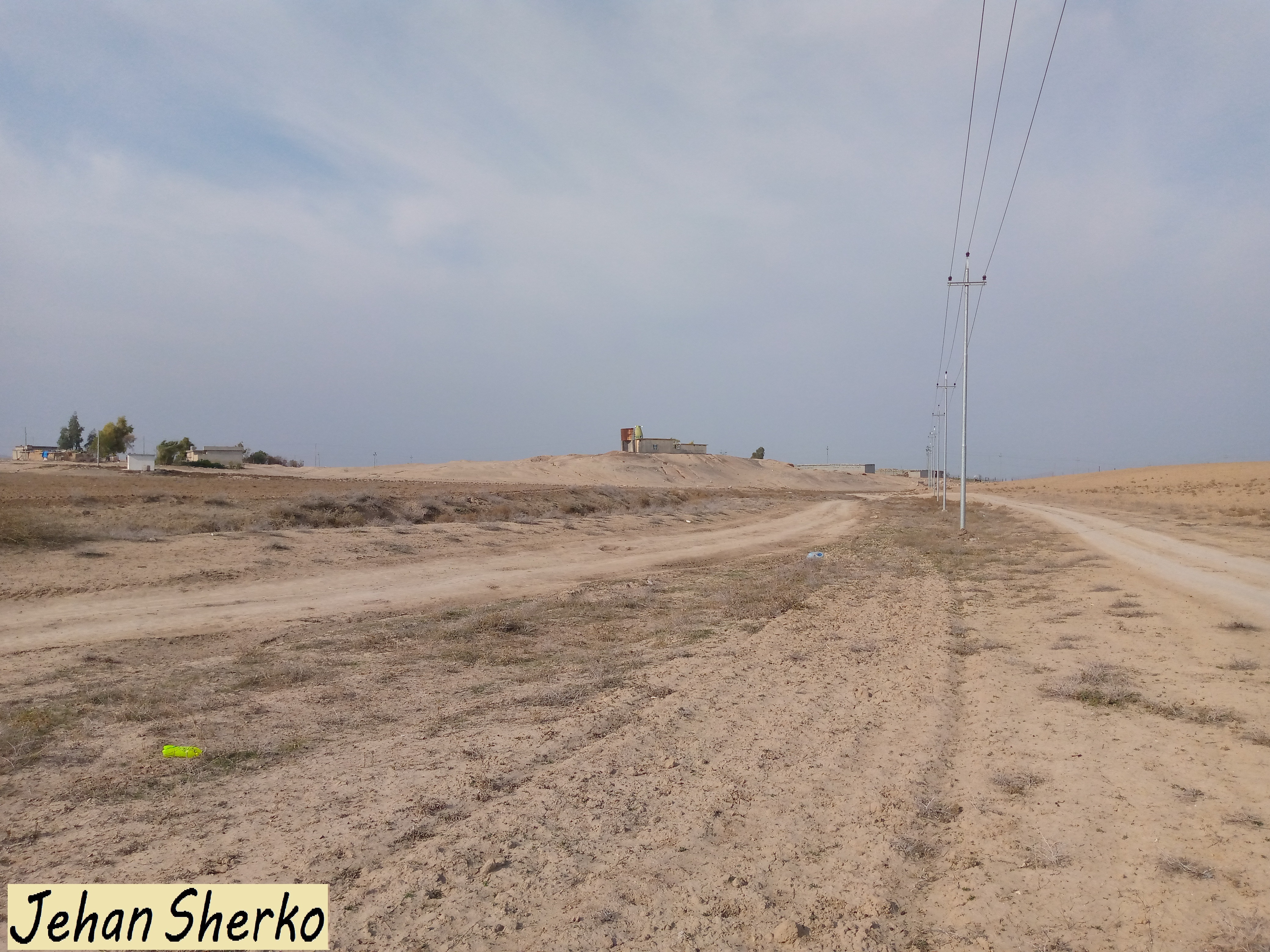
تل حسن بك
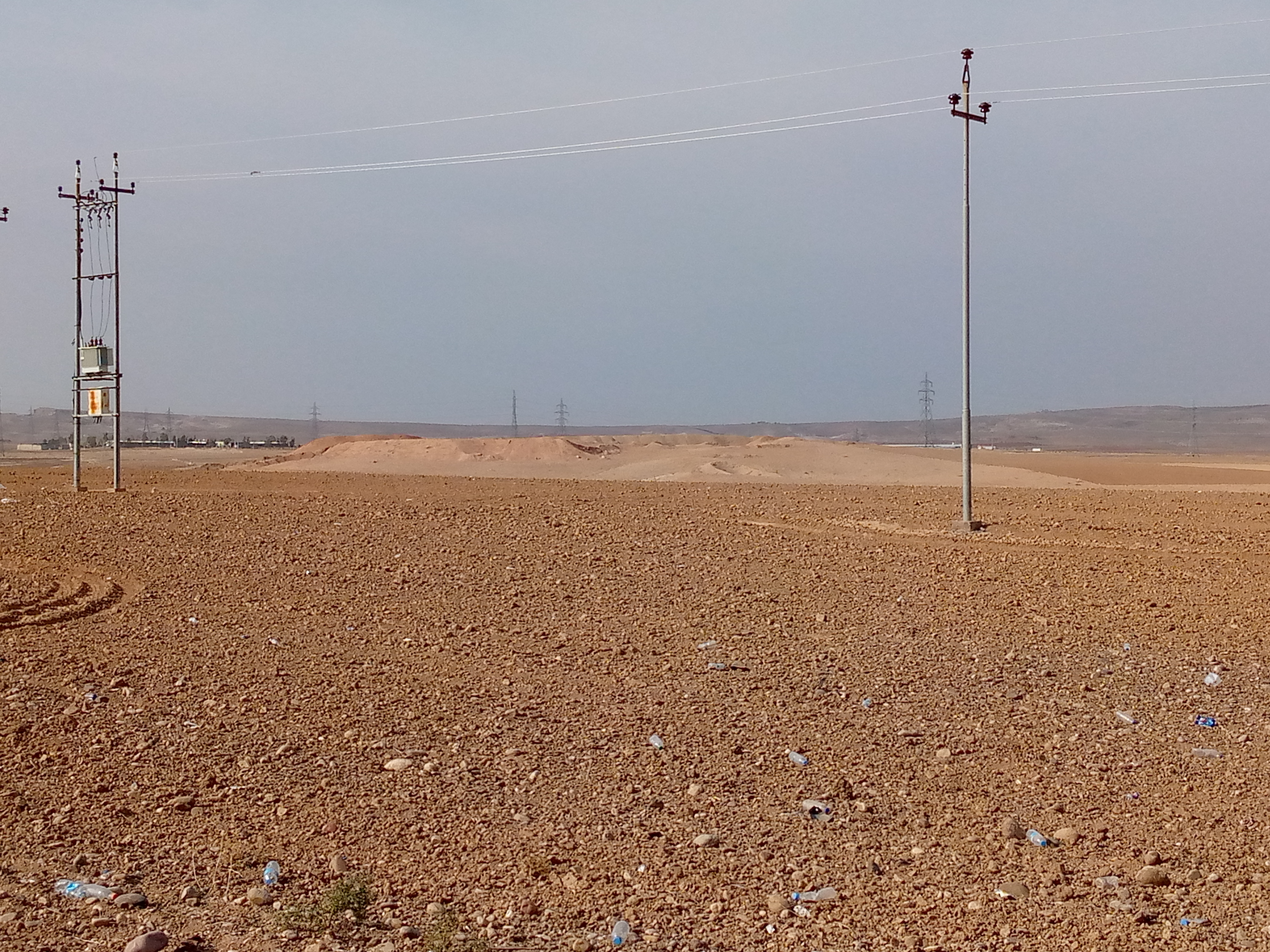
تل كندال يارمجه
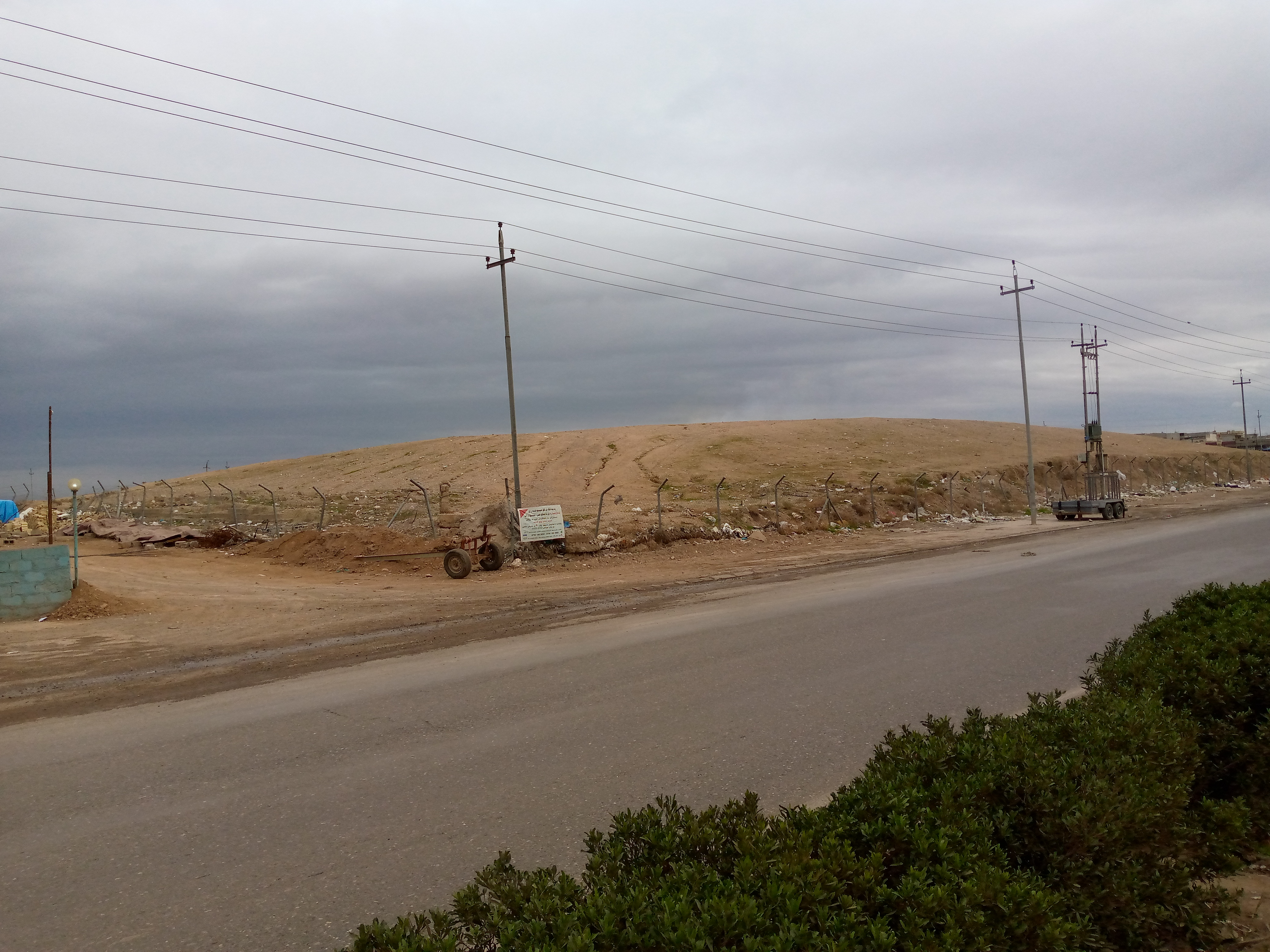
تل محمد(قتوي)
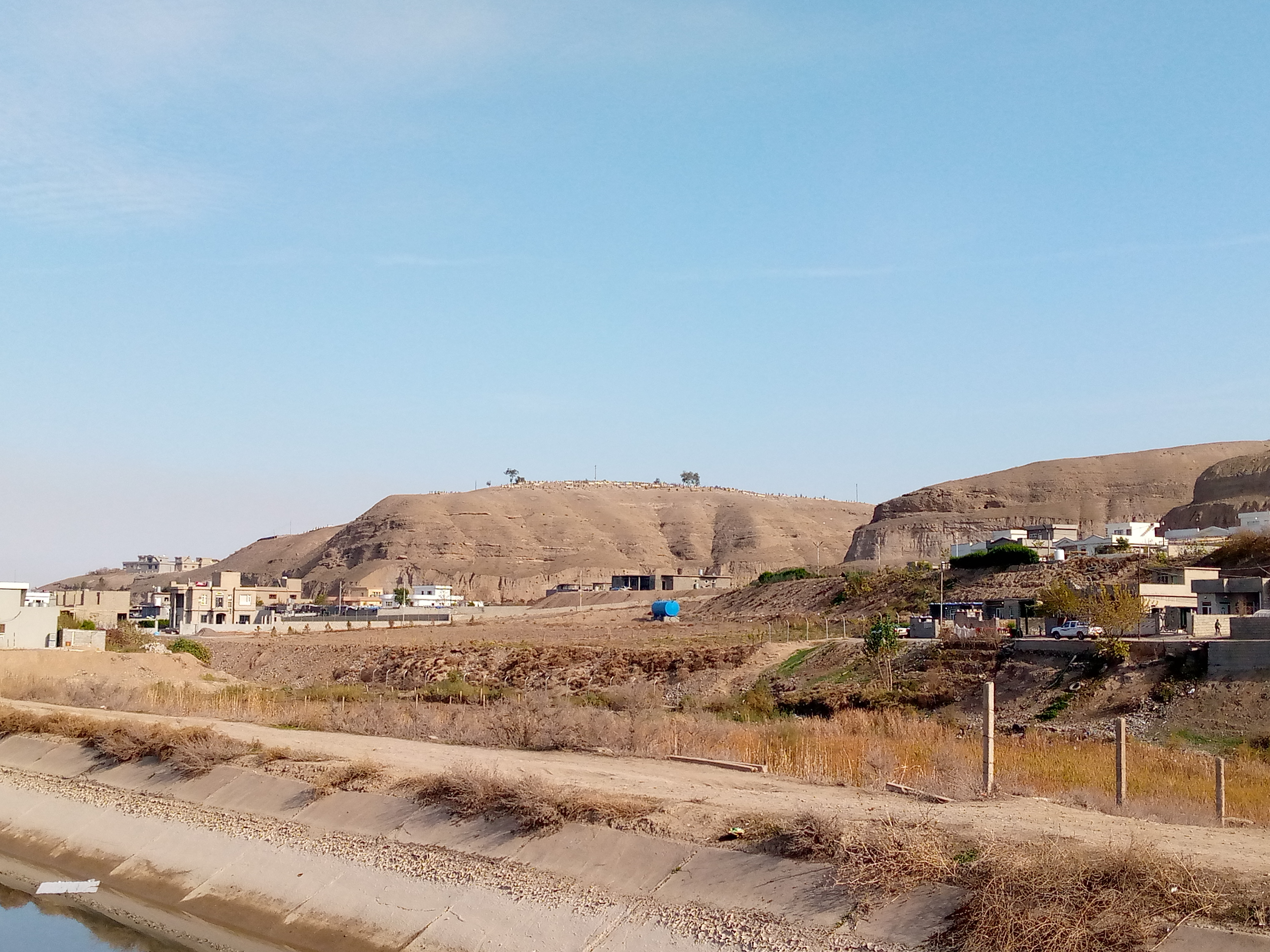
تل باستام
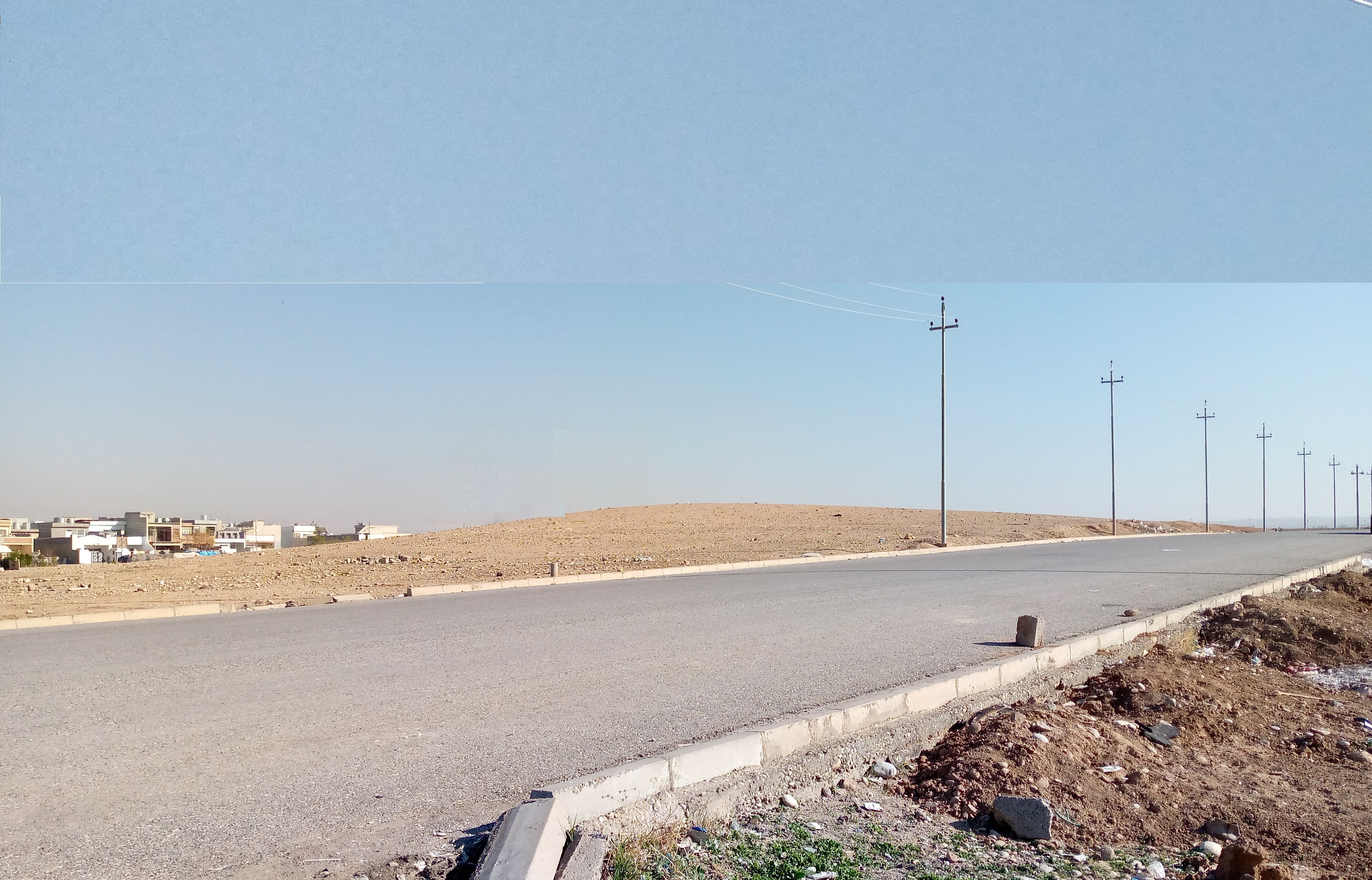
تل علي مولان
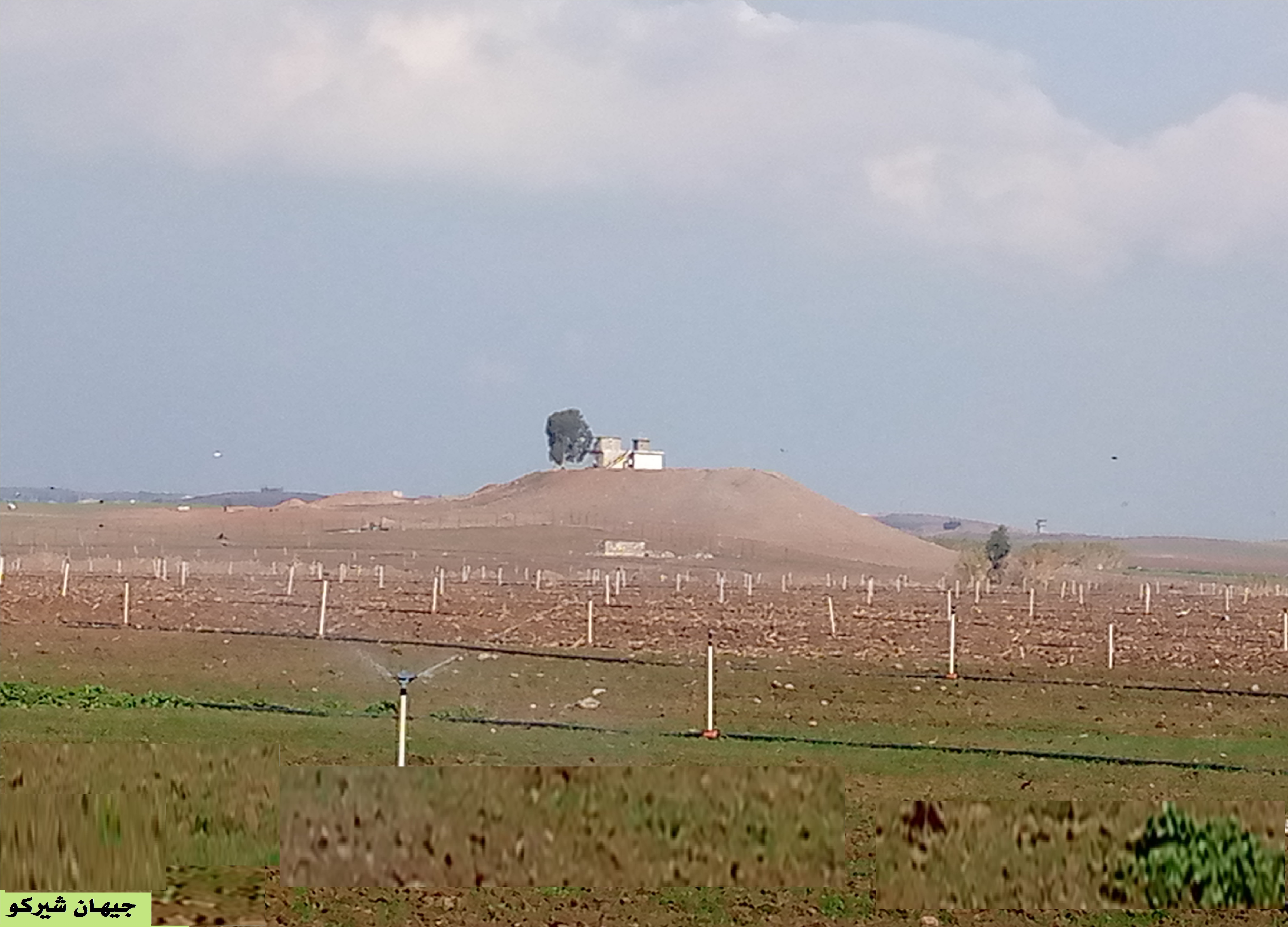
تل حاجي لر
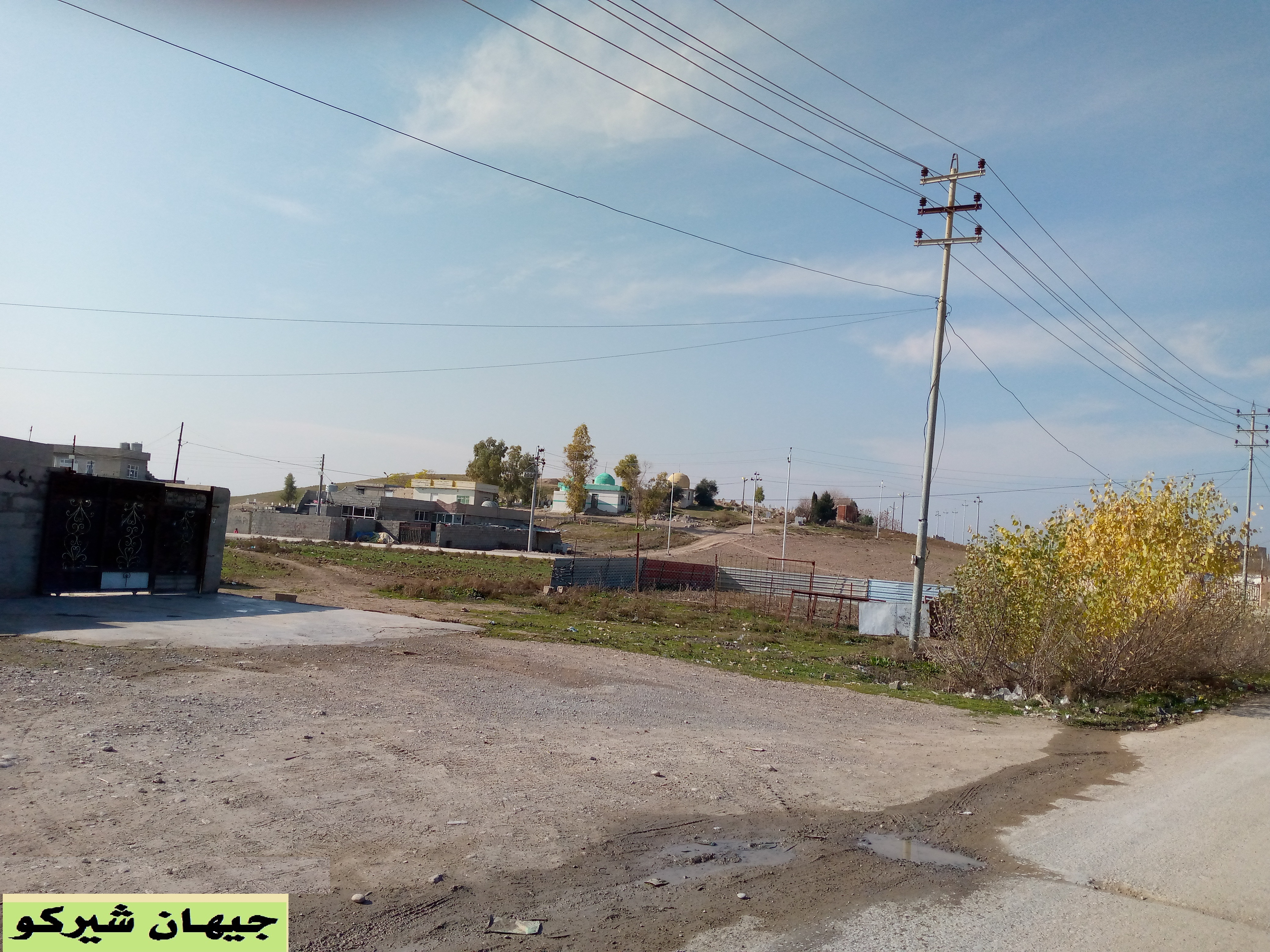
تل قلاجوغان
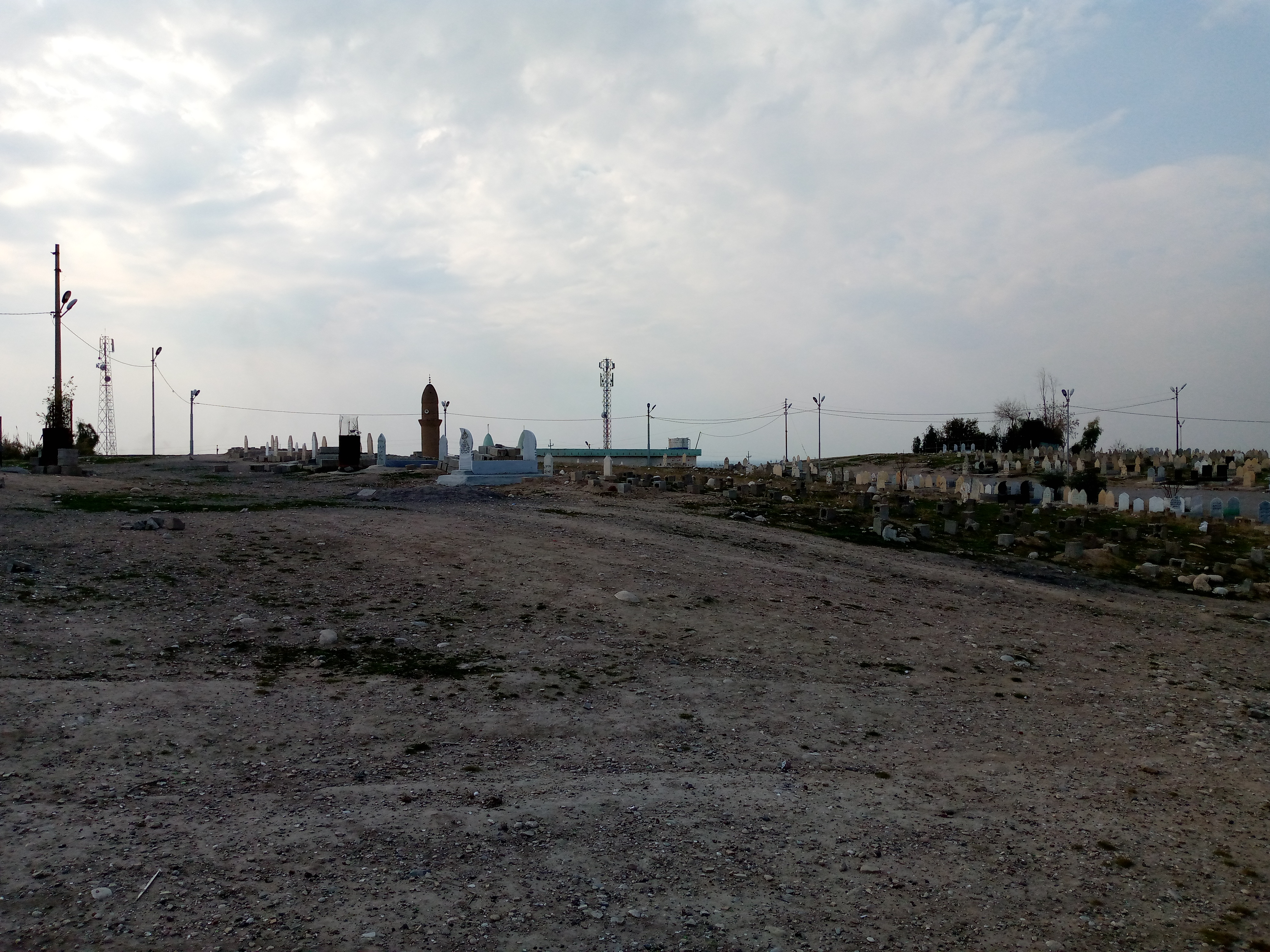
تل كزنة
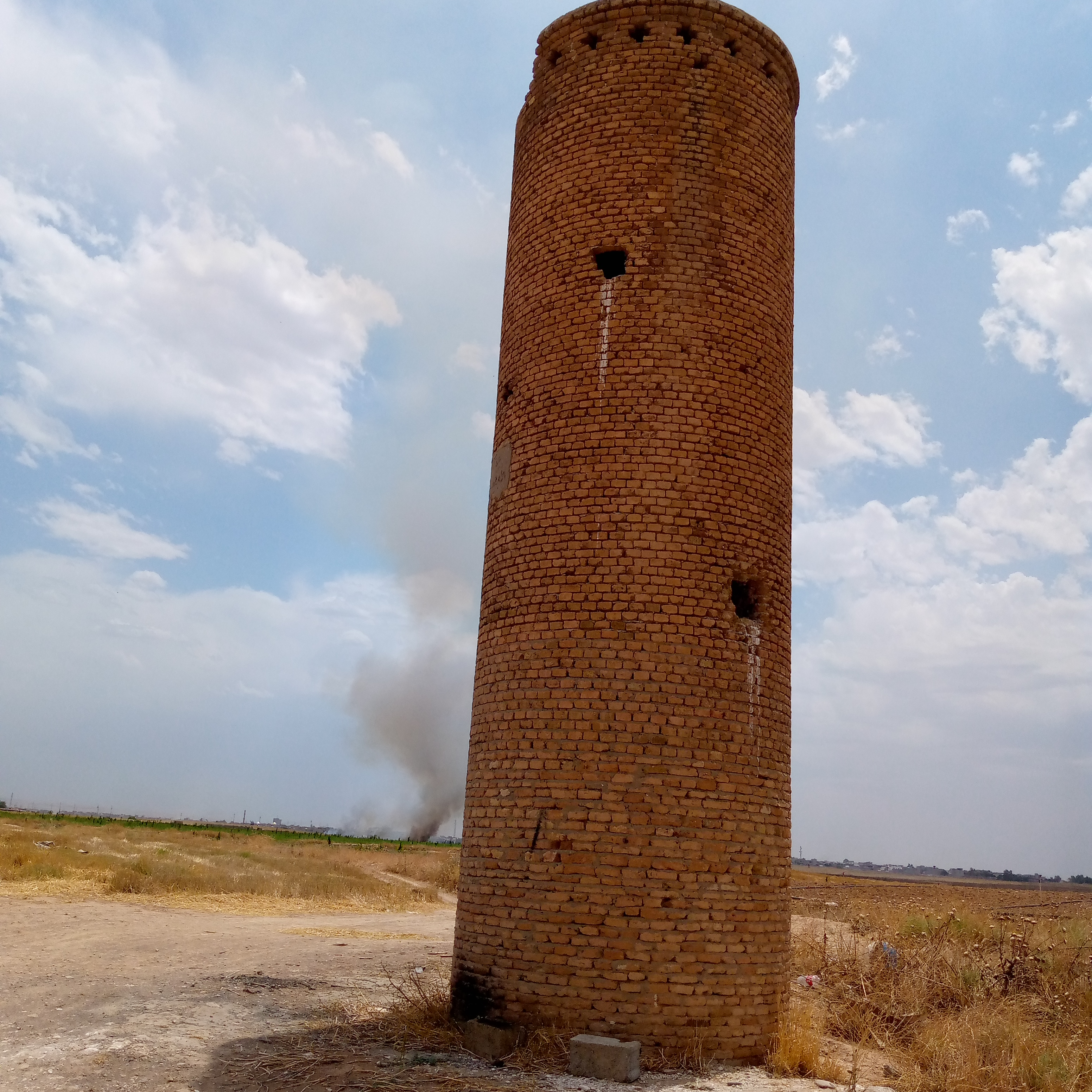
مطحنة قرية عزة